# Paul Gauguin

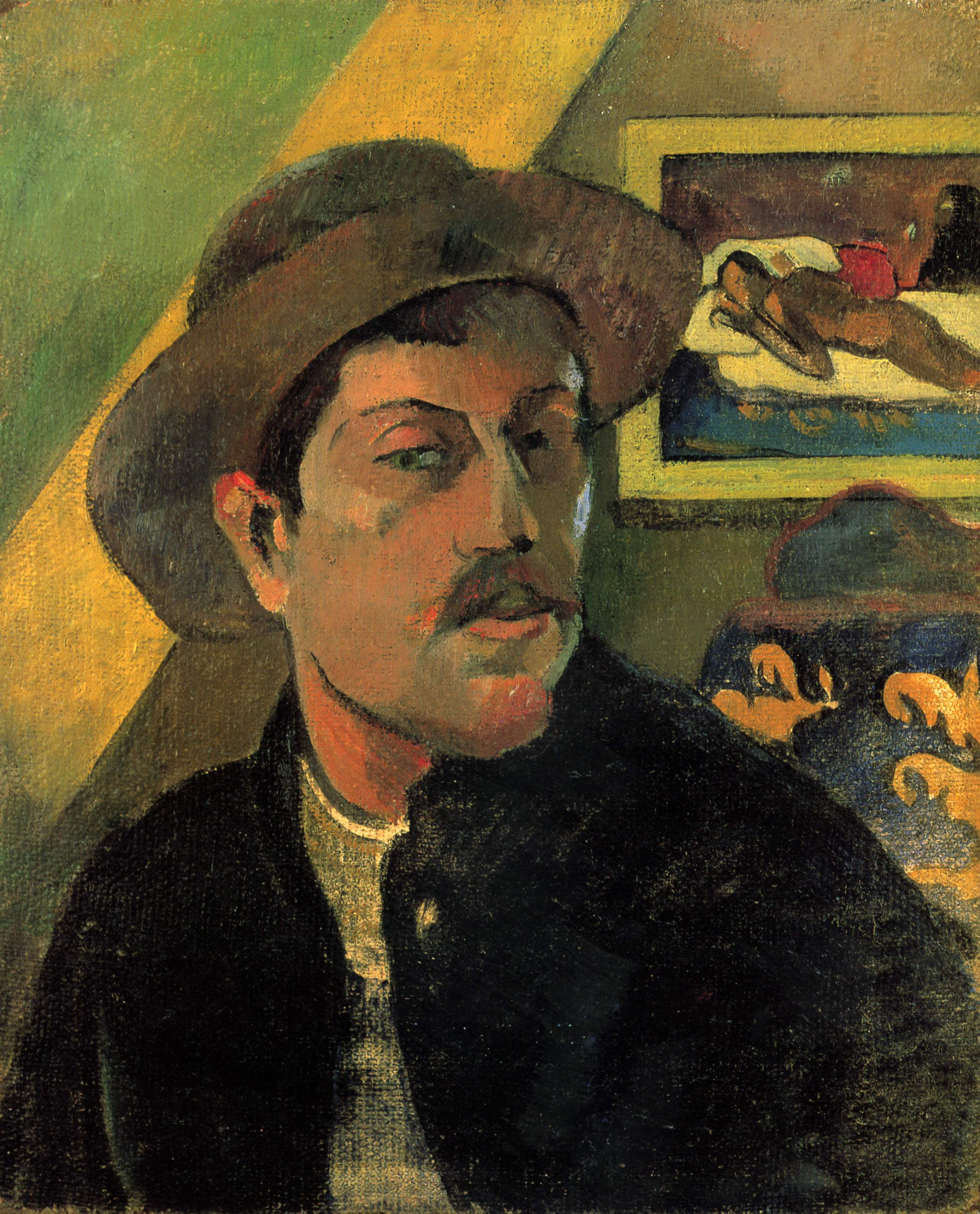
Selbstporträt, 1893

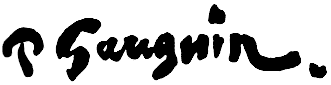
Unterschrift

Eugène Henri Paul Gauguin [øʒˌɛn ɑ̃ˌʁi ˌpol ɡoˈɡɛ̃] (* 7. Juni 1848 in Paris; † 8. Mai 1903 in Atuona auf Hiva Oa, Französisch-Polynesien) war ein einflussreicher französischer Maler und Grafiker (Holzschnitte, Lithografien, Radierungen und Monotypien). Darüber hinaus fertigte er Keramiken und Holzschnitzereien an. Er wurde vor allem durch seine Gemälde aus der Südsee bekannt. Gauguins postimpressionistisches Werk beeinflusste stark die Nabis und den Symbolismus; er war Mitbegründer des Synthetismus und wurde zu einem Wegbereiter des Expressionismus. Damit spielte er eine wichtige Rolle in der Entwicklung der europäischen Malerei.

## Biografie

### Kindheit und Jugend
Gauguins Vater Clovis Gauguin (1814–1851) war ein liberaler Journalist, seine Mutter war Aline Marie Chazal (1825–1867), die Tochter der sozialistischen Schriftstellerin Flora Tristan, einer Französin mit peruanischen Wurzeln. Schon bald nach der Geburt des Sohnes sah der Vater sich im Verlauf der Februarrevolution 1848 aus politischen Gründen gezwungen, Frankreich zu verlassen. 1850 schiffte die Familie sich nach Peru ein, wo Gauguins Mutter einflussreiche Verwandte hatte und wo der Vater plante, eine Zeitung zu gründen. Er starb jedoch auf der Überfahrt an einem Herzinfarkt. In den folgenden Jahren lebte seine Frau mit den beiden Kindern – Paul und seiner älteren Schwester – bei ihrem Onkel in Lima. Nachdem 1853 in Peru ein Bürgerkrieg ausgebrochen war, kehrte die Familie nach Frankreich zurück.
Gauguin besuchte in der Nähe von Orléans eine Internatsschule, das Petit Séminaire de la Chapelle-St-Mesmin. Zu seinen dortigen Lehrern gehörte auch Bischof Félix Dupanloup, der ihn in katholischer Liturgie und Philosophie unterrichtete. Zwischenzeitlich lebte er für einige Monate bei seiner Mutter, die in Paris einen Schneidersalon eröffnet hatte; Gauguin besuchte dort eine Marineschule. Im Alter von 17 Jahren ließ seine „Marotte zu fliehen“, wie er selbst es ausdrückte, ihn die Seemannslaufbahn einschlagen. 1865 trat er als Offizieranwärter in die Handelsmarine ein, später wechselte er zur Kriegsmarine. Auf diese Weise kam er unter anderem nach Südamerika, nach Indien und überschritt auf einer Forschungsreise den Polarkreis. Im Jahr 1867, Gauguin war auf großer Fahrt, starb seine Mutter. Als Vormund für Paul hatte sie einen Freund der Familie, Gustave Arosa, bestimmt. 1871 beendete Gauguin seine Seemannslaufbahn.

### Bürgerliche Karriere

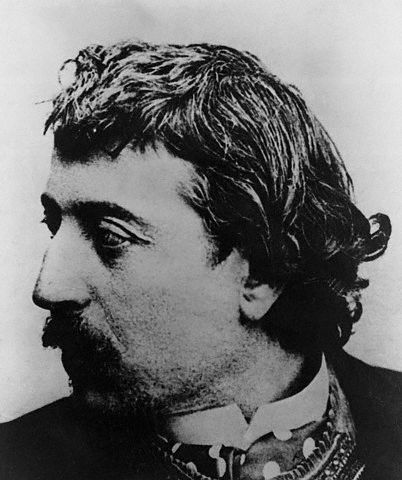
Paul Gauguin

Auf Vermittlung von Gustave Arosa nahm Gauguin 1872 eine Stelle in einer Bank an. Erstaunlich leicht fand er sich in die neue Situation hinein. Er verdiente gut als Börsenmakler, spekulierte außerdem erfolgreich auf eigene Rechnung und konnte sich bald einen luxuriösen Lebensstil leisten. 1873 heiratete er die Dänin Mette-Sophie Gad, mit der er später fünf Kinder hatte.
Der Vormund Gustave Arosa war nicht nur Geschäftsmann, er war auch Kunstliebhaber und -sammler. In seinem Haus lernte Gauguin unter anderem Werke von Eugène Delacroix, Gustave Courbet und Camille Corot kennen. Davon angeregt nahm Gauguin Unterricht und begann in seiner Freizeit selbst zu malen. 1876 gelang es ihm zum ersten (und einzigen) Mal, ein Gemälde im Pariser Salon auszustellen: Sous-bois à Viroflay, eine Landschaft im typischen Malstil der Schule von Barbizon. 1879 wurde er eingeladen, an der Vierten Impressionisten-Ausstellung teilzunehmen. Im selben Jahr besuchte er den impressionistischen Maler Camille Pissarro auf dessen Landsitz, um unter seiner Anleitung im Freien zu malen. An vier weiteren so genannten Impressionisten-Ausstellungen nahm Gauguin ebenfalls teil. Er machte die Bekanntschaft zahlreicher impressionistischer Künstler, darunter Edgar Degas, Pierre-Auguste Renoir und Édouard Manet, und begann, ihre Werke zu sammeln.

### Entscheidung für die Malerei

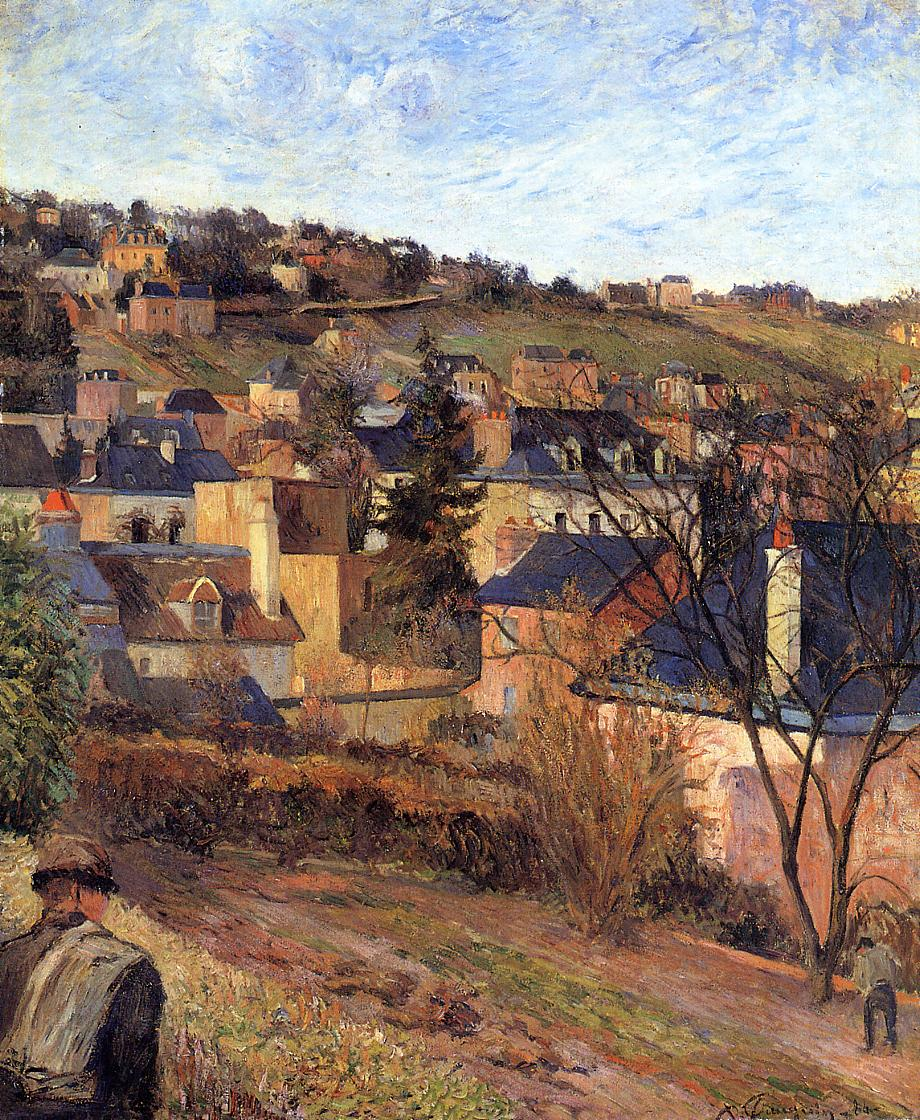
Blaue Dächer bei Rouen (1884)

1882 verlor Gauguin infolge eines Börsenkrachs seine Anstellung und nahm dies zum Anlass, den Bankberuf ganz aufzugeben. Gegen den Widerstand seiner Frau beschloss er, fortan nur noch zu malen und damit den Lebensunterhalt der Familie zu bestreiten. Gauguin hatte damit gerechnet, dass er sich mit seiner Malerei schnell durchsetzen würde, konnte sich damit jedoch erst in den letzten Lebensjahren ein bescheidenes Auskommen finanzieren. Seine Launenhaftigkeit und Streitlust trugen nicht dazu bei, ihm das Fortkommen zu erleichtern. Von nun an war sein Leben geprägt von immerwährenden Geldsorgen. Außer vom Bilderverkauf lebte er von Zuwendungen seiner Bekannten, von Hilfsarbeiten, vorübergehend auch von einer kleinen Erbschaft.
1884 zog die Familie nach Rouen in der Normandie, weil dort die Lebenshaltungskosten niedriger waren, doch schon wenige Monate später kehrten Frau und Kinder zu ihrer Familie nach Kopenhagen zurück. Gegen Ende des Jahres reiste auch Gauguin dorthin; sein Plan, sich dort als Vertreter einer Segeltuchfirma zu etablieren, scheiterte. Nach einer missglückten Ausstellung seiner Werke und heftigen Auseinandersetzungen mit Mettes Familie kehrte er schließlich nach Paris zurück, wo er ab diesem Zeitpunkt ein unstetes Wanderleben führte. Trotz der Trennung blieb das Paar bis kurz vor Gauguins Tod in Briefkontakt.

### Bretagne, Karibik und Arles

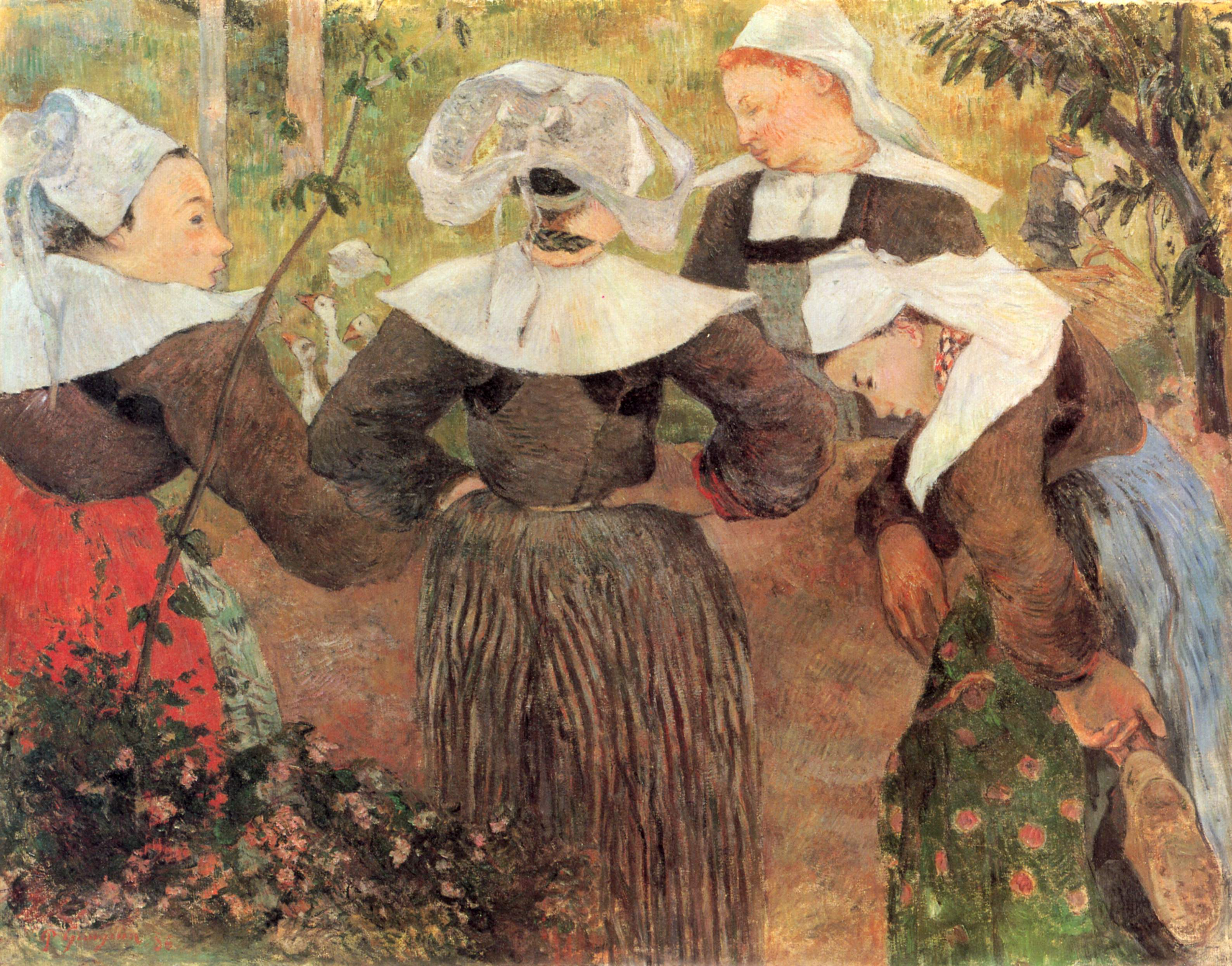
Der Tanz der vier Bretoninnen (1886)

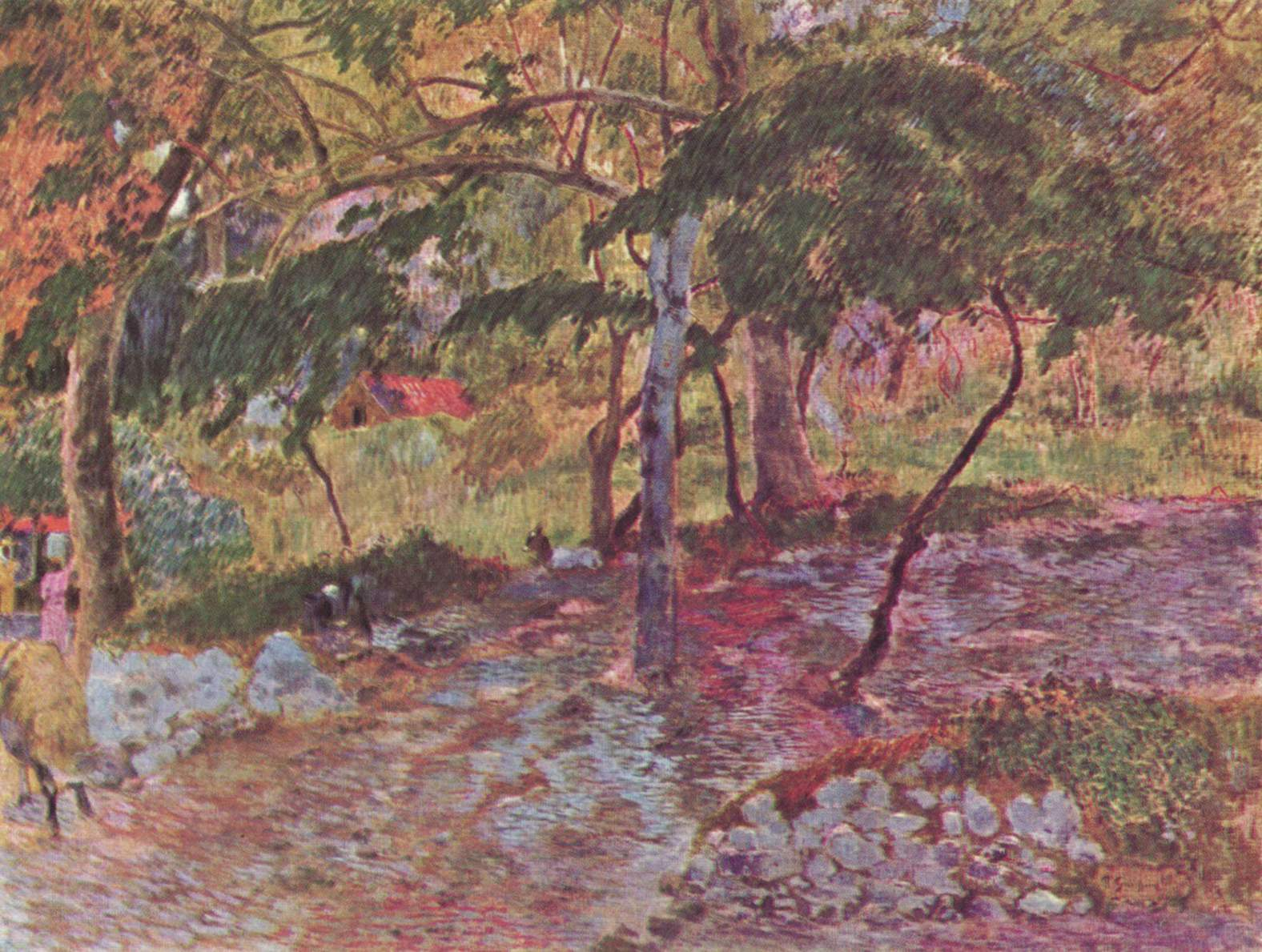
Landschaft auf Martinique (1887)

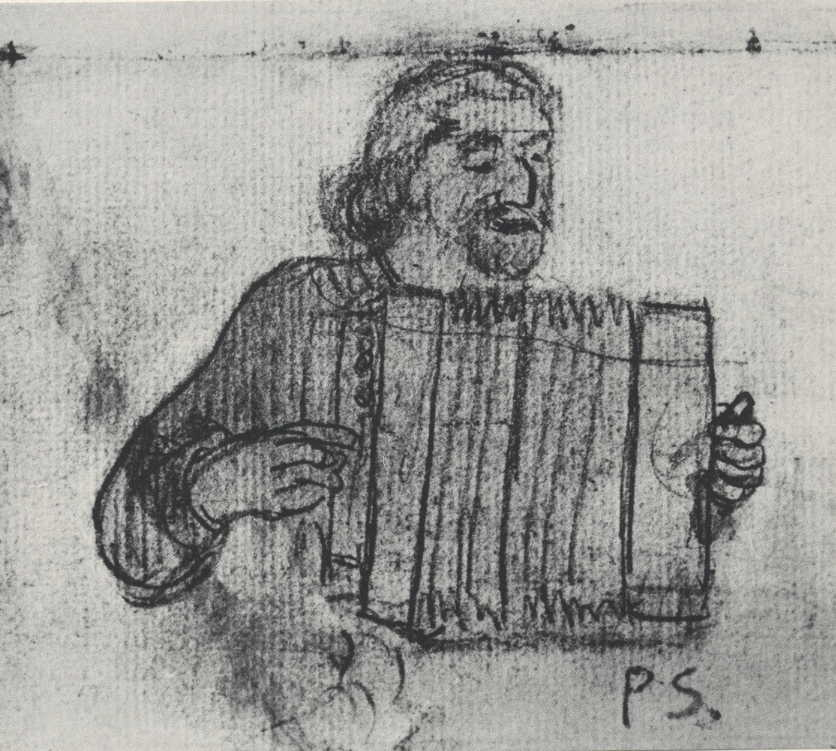
Paul Sérusier: Paul Gauguin (in der Bretagne)

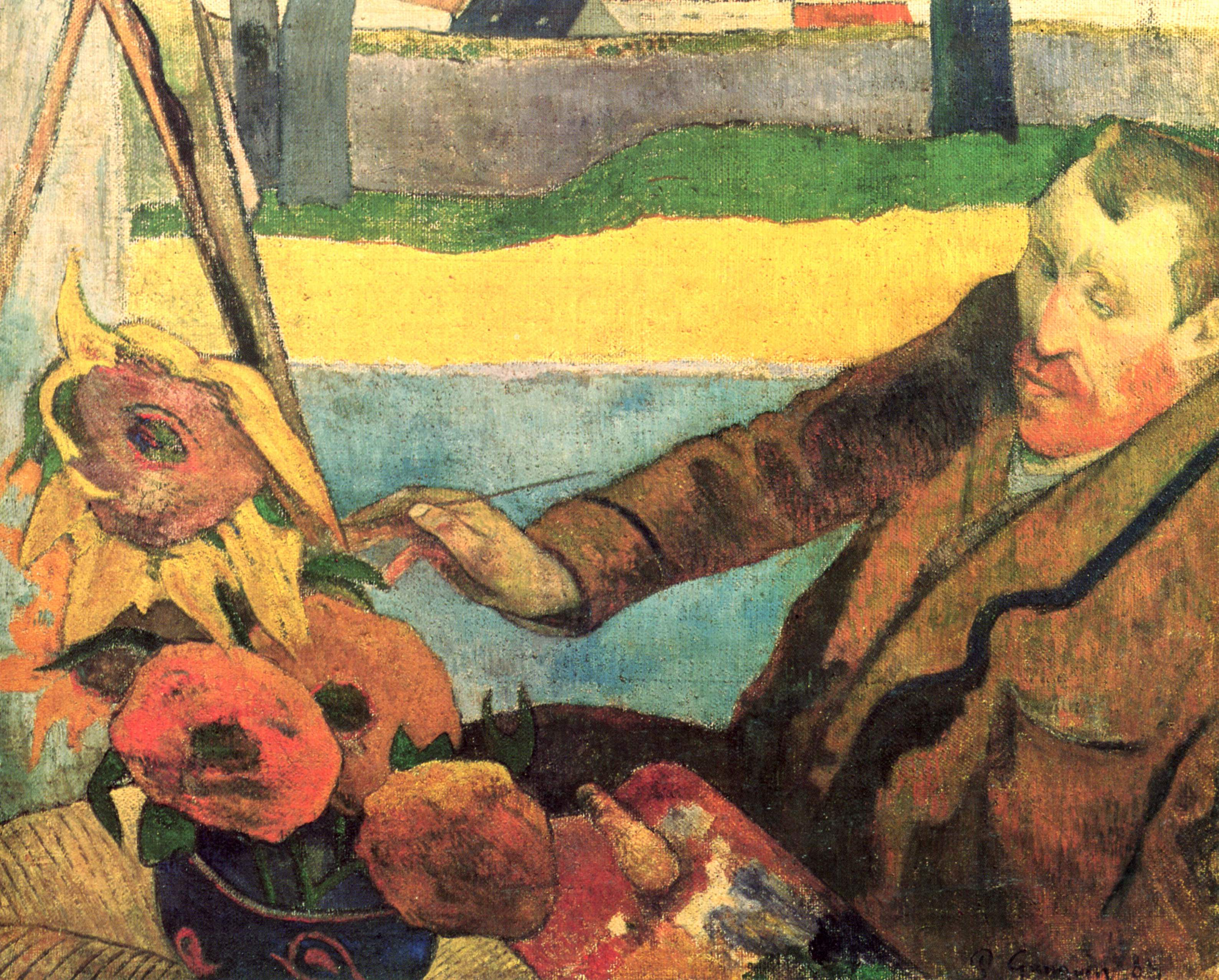
Porträt des Vincent van Gogh, Sonnenblumen malend (1888)

1886 ging er für drei Monate nach Pont-Aven. Das bretonische Fischerdorf war ein beliebter Künstler-Treffpunkt, später als Schule von Pont-Aven bezeichnet. Gauguins Arbeiten fanden die Anerkennung der Malerkollegen. „Ich arbeite hier viel und mit Erfolg“, schrieb er an seine Frau. „Man achtet mich hier als den stärksten Maler, jedoch bringt mir das nicht einen einzigen Sou mehr ein […] Ich lebe auf Kredit, und die Geldsorgen lassen mich gänzlich verzagen.“ Wieder zurück in Paris, begann er gemeinsam mit einem Töpfer Keramiken herzustellen. Die fantasievoll verzierten Gefäße spiegeln den Einfluss präkolumbischer Keramiken, die Gauguin seit seiner Kindheit in Peru kannte. Der erhoffte finanzielle Erfolg blieb aber auch hier aus. Gegen Ende des Jahres lernte er über den Pariser Kunsthändler Theo van Gogh dessen Bruder Vincent van Gogh kennen.
Einer der Gründe für Gauguins Aufenthalt in der Bretagne war seine Suche nach einem einfachen, ursprünglichen Leben. 1887 führte ihn diese Suche in weitere Fernen: Gemeinsam mit seinem Künstlerfreund Charles Laval schiffte er sich im April nach Panama ein. „[…] ich gehe nach Panama, um dort wie ein Wilder zu leben“, schrieb er Anfang April 1887 an Mette Gauguin. Die Realität erwies sich jedoch als enttäuschend. Gauguins finanzielle Schwierigkeiten spitzten sich so zu, dass er gezwungen war, sich als Arbeiter beim Bau des Panamakanals zu verdingen. Im Juni reisten die beiden Maler weiter zu einem anderen vermeintlichen Paradies: „[…] ein schönes Land mit einem leichten und billigen Leben – das ist Martinique“, schrieb Gauguin an seinen Freund Émile Schuffenecker. Anfangs war Gauguin von der üppigen Natur Martiniques begeistert. Doch bald erkrankte er schwer an Ruhr und Malaria, so dass er notgedrungen im November nach Frankreich zurückkehrte, wo er nur langsam wieder genas. Trotz aller Schwierigkeiten war der Aufenthalt in künstlerischer Hinsicht erfolgreich; Gauguin brachte mehr als zwanzig Gemälde mit nach Hause.
In den folgenden drei Jahren pendelte Gauguin zwischen Paris und der Bretagne. Dort wurde er zum Mittelpunkt einer kleinen Gruppe von Künstlern, von denen einige später als die Nabis bekannt werden sollten. Gemeinsam mit Émile Bernard entwickelte er eine neue Stilrichtung, den Synthetismus.
Im Oktober 1888 folgte Gauguin einem Vorschlag Vincent van Goghs, mit ihm im südfranzösischen Arles gemeinsam zu leben und zu arbeiten. Die von Konflikten belastete Beziehung endete zwei Monate später mit dem nie völlig geklärten Vorfall, dass van Gogh sich nach einem Streit ein Stück seines Ohres abschnitt. Gauguin entfloh der für ihn unerträglichen Situation nach Paris. Ab Februar 1890 lehrte er für einige Monate an der Académie Vitti.

### Erster Aufenthalt in Polynesien
Ab Ende der 1880er Jahre hatte Gauguin mit dem Gedanken gespielt, in den Tropen zu leben und zu malen. Zunächst schwankte er zwischen den Inseln Madagaskar und Tahiti, entschied sich aber schließlich für die letztere. In Gauguins Vorstellung war Tahiti ein exotisches Paradies, wo er, ohne arbeiten zu müssen, ein ursprüngliches, glückliches und annähernd kostenfreies Leben würde führen können. Die „glücklichen Bewohner eines unbeachteten Paradieses in Ozeanien kennen vom Leben nichts anderes als seine Süße. Für sie heißt Leben Singen und Lieben“, schrieb er Ende 1890 dem dänischen Maler Jens-Ferdinand Willumsen.

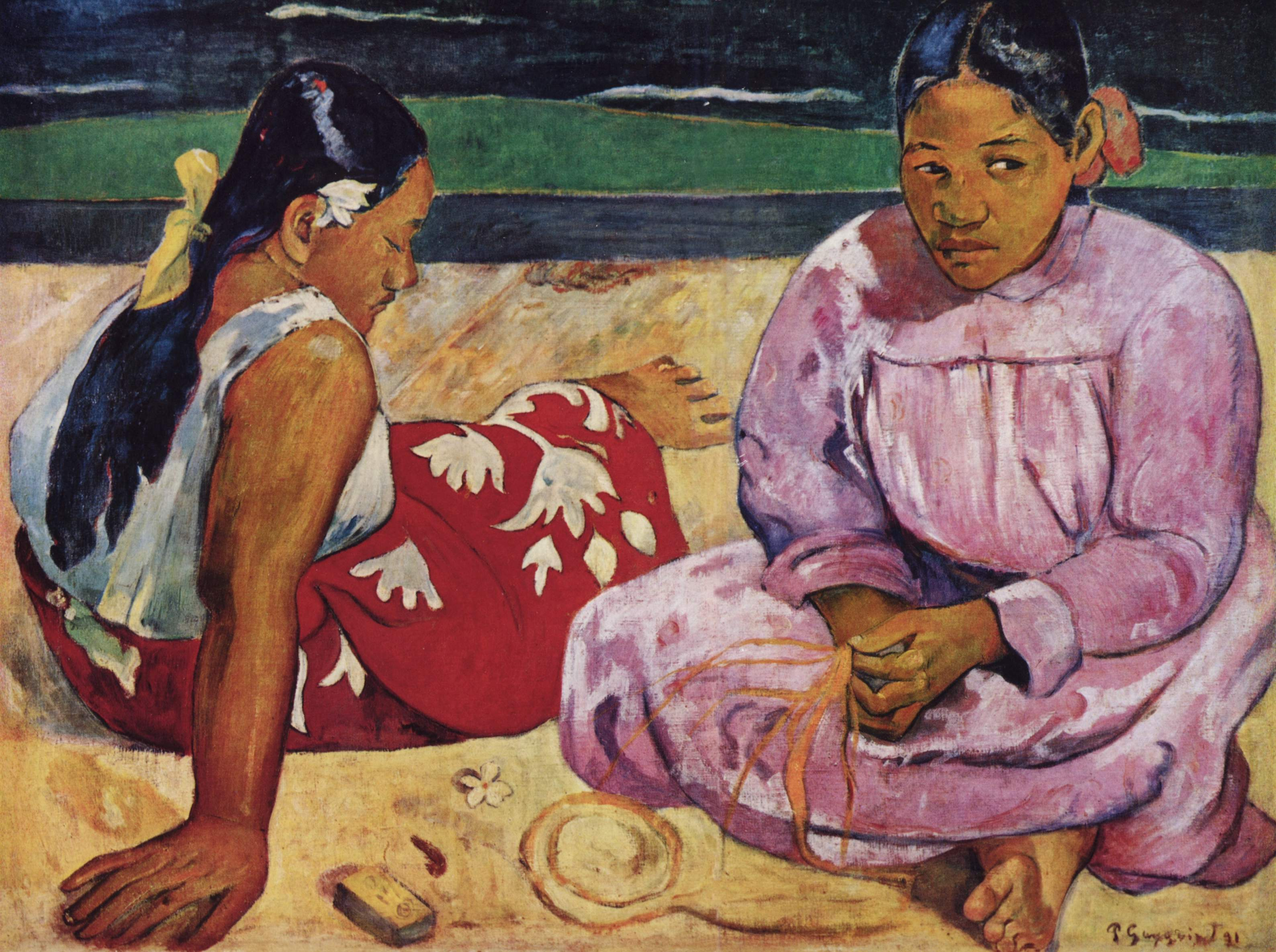
Frauen am Strand (1891)

Eine recht erfolgreiche Versteigerung seiner Gemälde erbrachte die Reisekosten, und im April 1891 schiffte Gauguin sich nach Tahiti ein. Dort angekommen, musste er feststellen, dass die Realität mit seinen Erwartungen in keiner Weise übereinstimmte. Christianisierung, Handel und Kolonialherrschaft (Tahiti war seit 1880 französische Kolonie) hatten das „exotische Paradies“, sofern es jemals existiert hatte, zerstört. In der Hauptstadt Papeete lebte die einheimische Bevölkerung in ärmlichen Wellblechhütten, westliche Kleidung hatte die traditionelle Tracht ersetzt, Religion und Traditionen waren von den Missionaren unterdrückt worden. Die Lebensweise der weißen Oberschicht unterschied sich kaum von der im Mutterland. Auf der Flucht vor der europäischen Zivilisation mietete Gauguin eine Hütte in dem Dorf Mataiea, 40 km von Papeete entfernt. Er lernte – mit mäßigem Erfolg – die Landessprache. Bald lebte er mit der 13-jährigen Tahitianerin Téha'amana (genannt auch: Tehura) zusammen, die ihm häufig als Modell diente. Es entstanden zahlreiche Gemälde mit tahitianischen Motiven. Sie geben jedoch nicht das Tahiti wider, das Gauguin umgab, sondern die farbenprächtige, exotische Welt, die er sich erträumt hatte.
Während dieses Aufenthalts begann Gauguin mit den Arbeiten an seinem Buch Noa Noa (Duft). In dieser Beschreibung seines Lebens auf Tahiti mischt sich Erlebtes mit Erfundenem; auch war es seine Absicht, mit dem Buch beim europäischen Publikum Verständnis für seine Kunst zu wecken. Noa Noa, das Gauguin selbst illustrierte, erschien 1897.

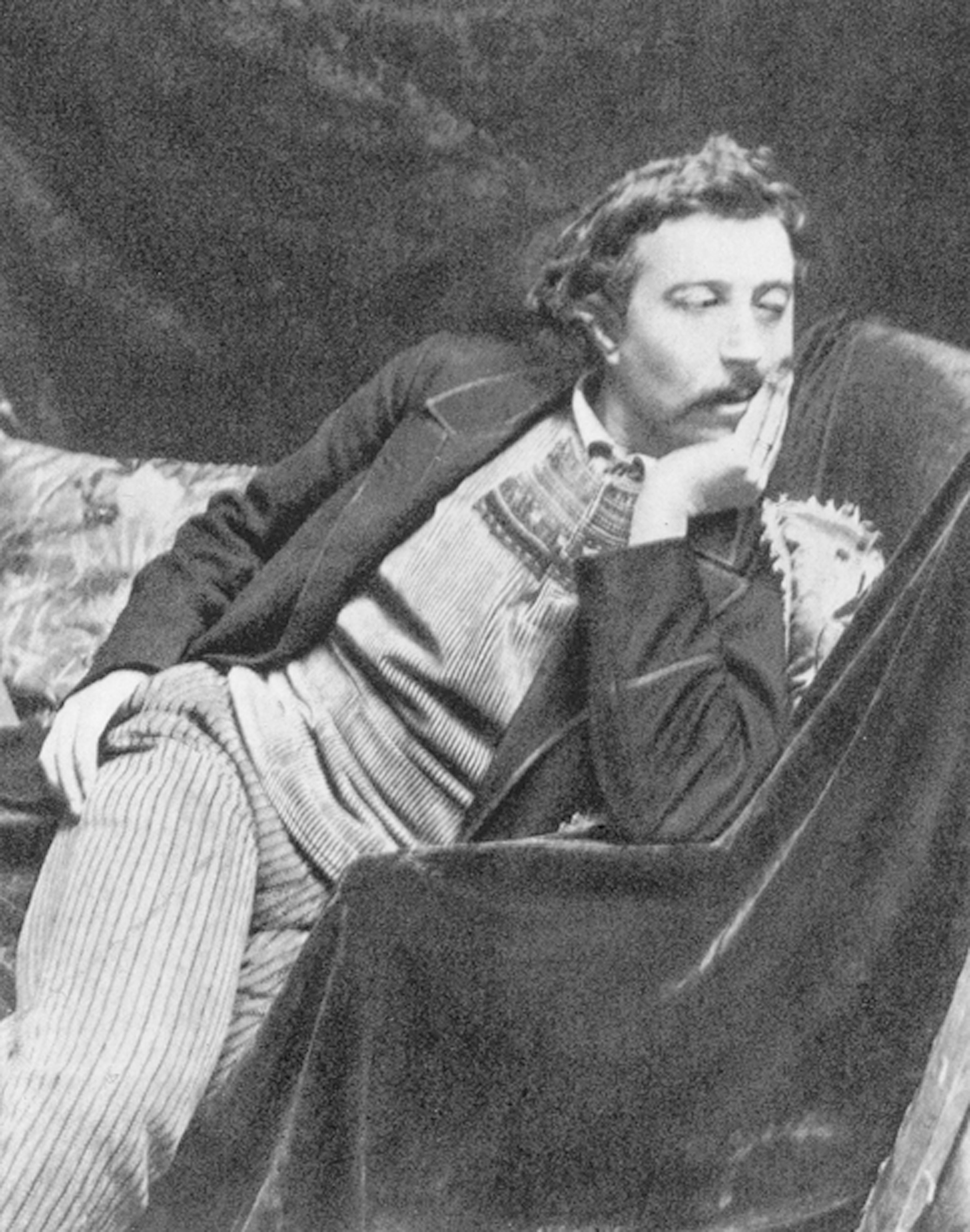
Paul Gauguin um 1891

Anfang 1892 spuckte Gauguin Blut und wurde ins Krankenhaus von Papeete eingeliefert, das er aus Geldmangel aber bald wieder verließ. Zu den gesundheitlichen Problemen kamen finanzielle. Das mitgebrachte Geld war aufgebraucht, und unter dem Druck der Umstände beschloss Gauguin, nach Frankreich zurückzukehren. Auch hoffte er, dass die 66 auf Tahiti entstandenen Gemälde ihm endlich den Durchbruch zum gefeierten Künstler bringen würden. Im August 1893 war er wieder in Paris; die Reisekosten übernahm der französische Staat.
Schon bald nach Gauguins Rückkehr fand eine Ausstellung seiner Gemälde statt. Sie wurde von den Künstlerfreunden und von einer Gruppe von Schriftstellern hoch gelobt, stieß aber in der breiteren Öffentlichkeit wiederum auf Unverständnis und Spott.
Eine Erbschaft ermöglichte es Gauguin 1894, ein größeres Atelier zu mieten, das er exotisch dekorierte und in dem er mit einer Frau aus ethnisch gemischter Herkunft zusammenlebte. Im selben Jahr brach er sich in der Bretagne bei einer Schlägerei einen Knöchel. Die Verletzung heilte nie mehr völlig aus. Zurück in Paris, musste er feststellen, dass seine Geliebte sein Atelier – mit Ausnahme der Bilder – ausgeräumt hatte und verschwunden war. Weitere Fehlschläge folgten, und Ende 1894 beschloss Gauguin enttäuscht und verbittert, sich endgültig von der zivilisierten Welt abzuwenden und nach Tahiti zurückzukehren.

### Zweiter Aufenthalt in Polynesien und Tod
Im September 1895 traf Gauguin wieder in Papeete ein. Enttäuscht musste er feststellen, dass die Europäisierung der Insel inzwischen weiter fortgeschritten war. Mit Hilfe seiner Nachbarn baute er sich an der Küste in der Nähe von Papeete eine traditionelle Hütte und lebte erneut mit einem jungen Mädchen, Pau'ura a Tai, zusammen. Sie brachte Ende 1896 eine Tochter zur Welt, die bald darauf starb. Als sie 1899 wieder zu ihren Eltern zurückgekehrt war, gebar sie den Sohn Emile.
Bald nach der Ankunft verschlechterte sich Gauguins Gesundheitszustand. Zu den Schmerzen im Bein kam ein Hautausschlag als Folge einer Syphilis. Auch die finanzielle Situation war besorgniserregend, da versprochene Geldsendungen aus Frankreich ausblieben. Gauguin lebte von Wasser und Reis; er war verzweifelt. Anfang 1897 erhielt er den Erlös aus dem Verkauf von Bildern in Europa, was einen vorübergehenden finanziellen Aufschwung brachte; seine Gesundheit aber verschlechterte sich weiter. Er litt nun auch unter Herzbeschwerden und einer chronischen Augenentzündung. Die Nachricht vom Tod seiner Tochter Aline, die in Kopenhagen an einer Lungenentzündung gestorben war, verstärkte seine Schwermut zusätzlich.

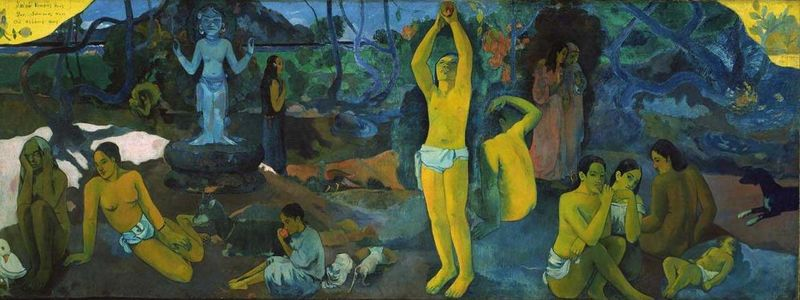
Woher kommen wir? Wer sind wir? Wohin gehen wir? (1897)

Nach einem Herzanfall am Ende des Jahres nahm Gauguin alle Kräfte zusammen und malte innerhalb von vier Wochen das 139 × 375 cm große Bild Woher kommen wir? Wer sind wir? Wohin gehen wir?, das testamentarischen Charakter hat. Anschließend unternahm er einen Suizidversuch mit Arsen, an dessen Folgen er wochenlang litt. Sein Gesundheitszustand blieb weiterhin schlecht; mehrmals war er in den folgenden Jahren gezwungen, sich im Krankenhaus behandeln zu lassen.

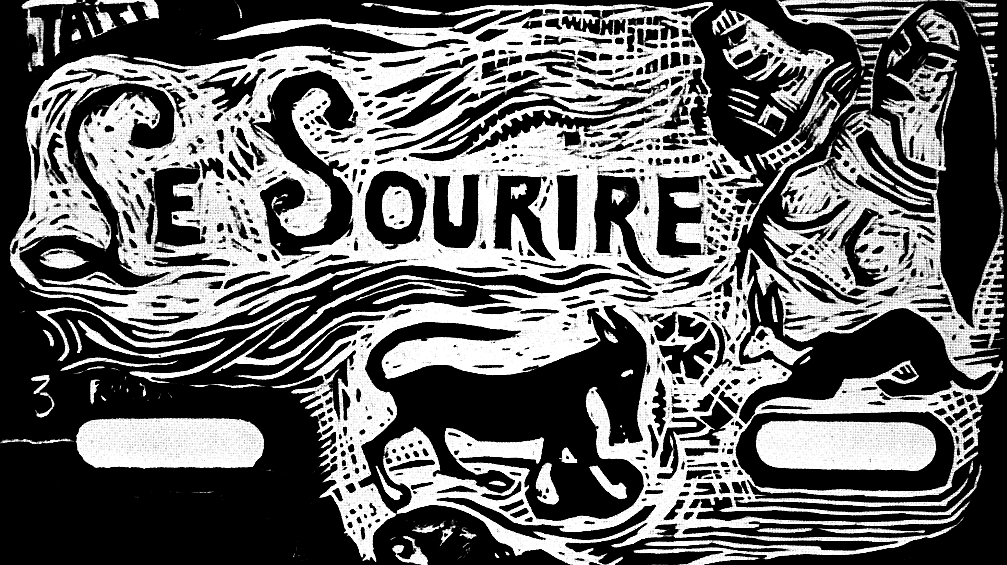
Le Sourire, Holzschnitt (1899)

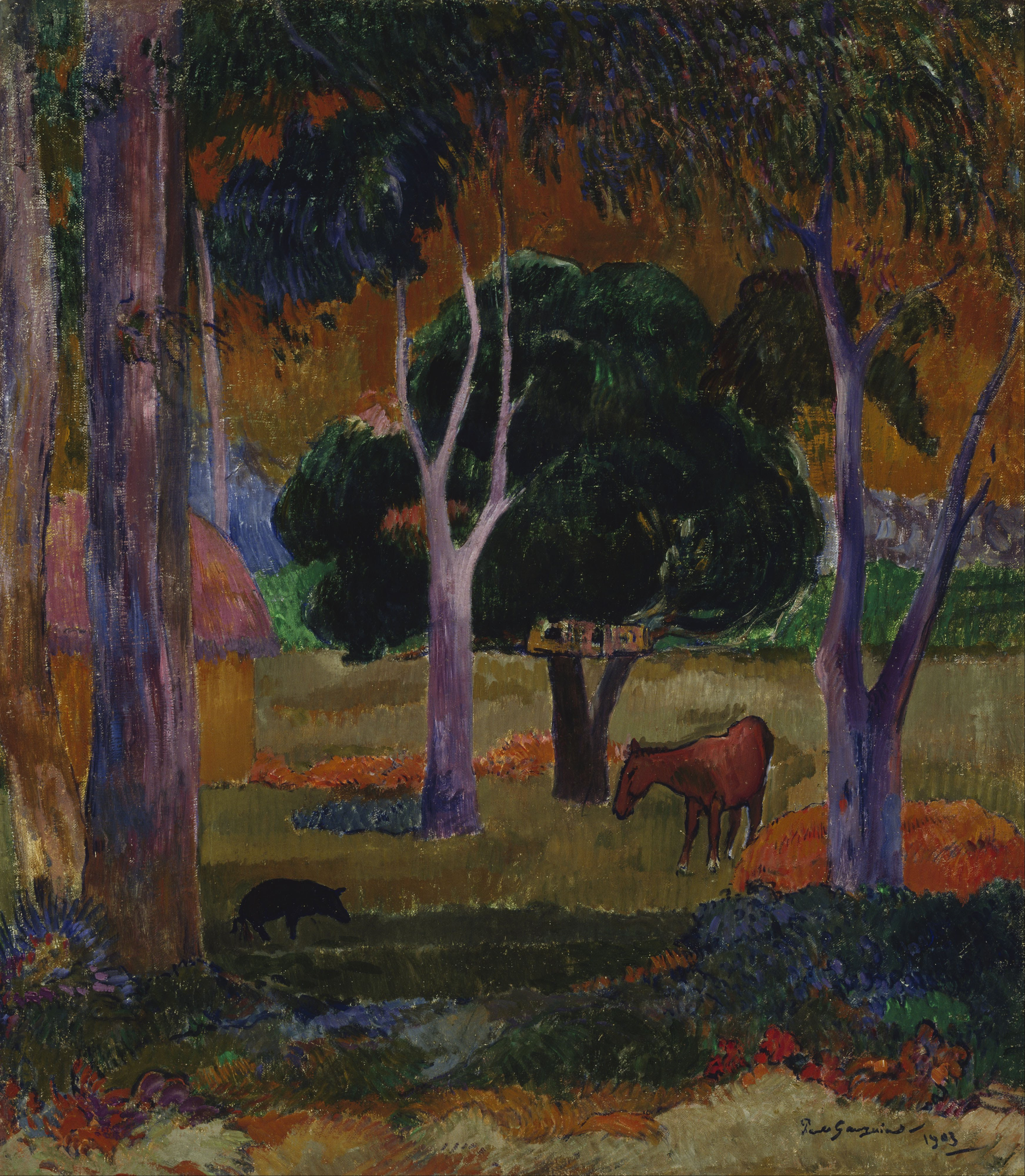
Landschaft auf La Dominique (Hiva Oa) (1903)

1898 zwang ihn der Geldmangel, vorübergehend mit dem Malen aufzuhören und eine schlecht bezahlte Stelle als Zeichner beim Bauamt in Papeete anzunehmen; 1899 wurde er Mitarbeiter bei der satirischen Zeitschrift Les Guèpes (Die Wespen); später gründete er eine eigene Zeitschrift Le Sourire (Das Lächeln). Beide Publikationen nutzte er, um gegen Beamte der Kolonialverwaltung und gegen Missionare, denen er Heuchelei vorwarf, zu Felde zu ziehen. Währenddessen begann die Kunstwelt in Europa allmählich, auf Gauguins Werk aufmerksam zu werden. So konnte er 1900 mit Ambroise Vollard, einem der einflussreichsten Kunsthändler seiner Zeit, einen Vertrag abschließen, der ihm ein bescheidenes, aber regelmäßiges Einkommen sicherte. Damit war der Künstler zum ersten Mal in der Lage, vom Ertrag seiner Malerei zu leben.
Auf Tahiti fühlte Gauguin sich zunehmend unwohl. Die Insel schien ihm zu sehr europäisch beeinflusst, das Leben dort zu teuer geworden, auch suchte er nach neuen Eindrücken und Anregungen für seine Malerei. Im Herbst 1901 zog er nach Atuona, dem Hauptort der Marquesas-Insel Hiva Oa. Die rund 1400 Kilometer von Tahiti entfernte Insel war ebenfalls Teil des französischen Kolonialreichs, hatte aber ihre Ursprünglichkeit stärker bewahrt.
Auf Hiva Oa errichtete Gauguin wiederum eine Hütte. Wieder war ihm ein 14-jähriges Mädchen zugleich Lebensgefährtin und Modell: Marie-Rose Vaeoho. Sie brachte, nachdem sie sich von ihm getrennt hatte, 1902 eine Tochter von ihm, Tahiatikaomata, zur Welt. Gauguin setzte sich erneut für die Rechte und Interessen der einheimischen Bevölkerung ein und griff die katholische Kirche scharf an. Sein provozierendes und verletzendes Verhalten brachte ihn bald wieder in Konflikt mit der Obrigkeit. Die ständigen Auseinandersetzungen gipfelten schließlich in der Verurteilung des Künstlers wegen Verleumdung zu einer Haft- und einer Geldstrafe, die seine finanziellen Möglichkeiten bei weitem überstieg. Gauguin war mittlerweile bettlägerig geworden und bekämpfte seine Schmerzen mit Morphin. Bevor er weitere rechtliche Schritte unternehmen konnte, starb er 54-jährig am 8. Mai 1903. Er ist auf Hiva Oa begraben.

## Werk

### Beginn als Impressionist

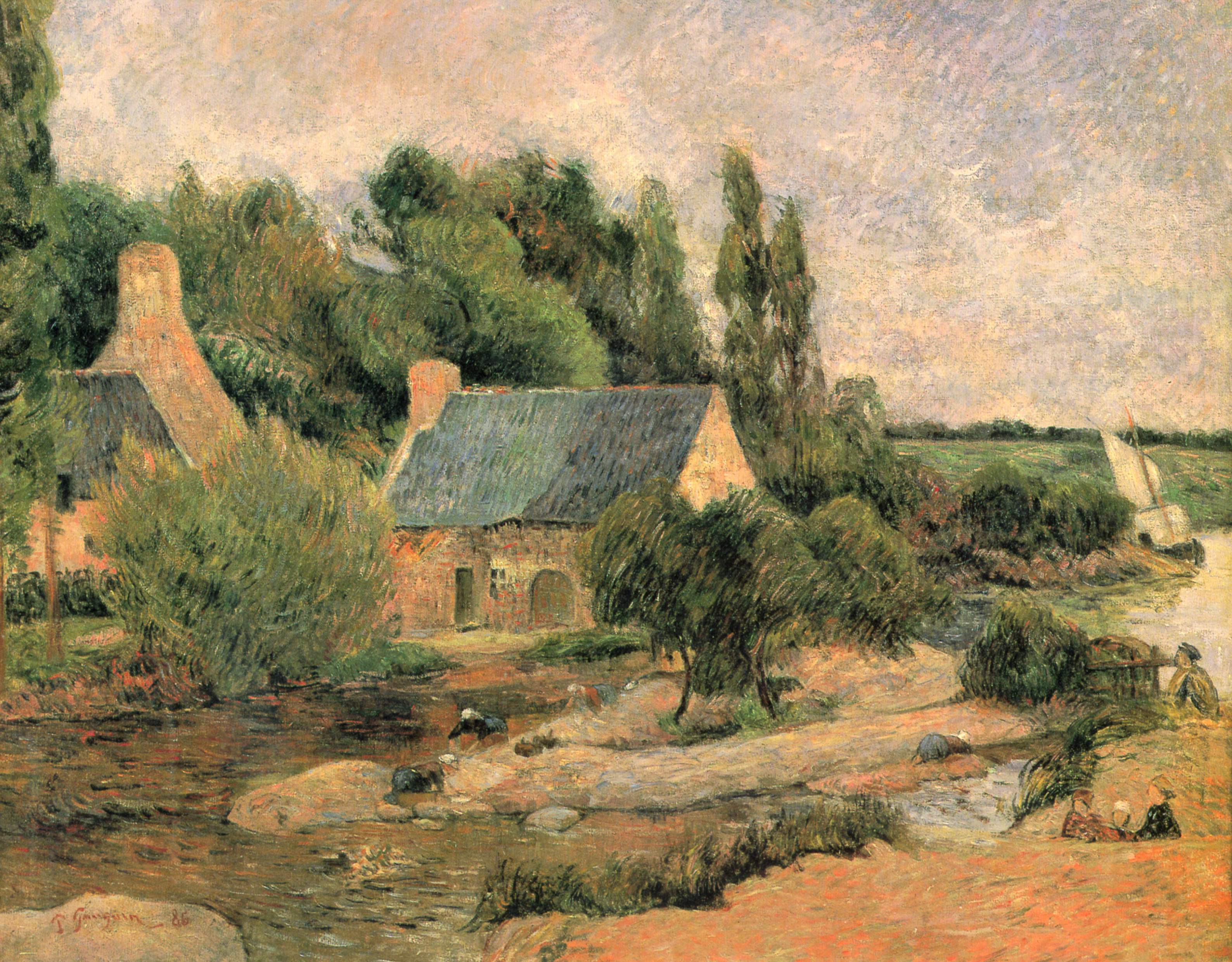
Die Wäscherinnen von Pont-Aven (1886)

Bevor er seinen eigenen Weg fand, orientierte Gauguins Malerei sich an Vorbildern, die seine Umgebung ihm bot. Er malte im Stil des Impressionismus, der damals fortschrittlichsten Malweise, der auch seine Malerfreunde und sein Lehrer Camille Pissarro verpflichtet waren. Seine Gemälde dieser Zeit weisen die charakteristischen Merkmale dieses Stiles auf, beispielsweise das Verschwimmen der Formen und die Technik, unterschiedliche reine Farben mit vielen kleinen Pinselstrichen dicht nebeneinander zu setzen, sodass sie dem Betrachter erst aus einer gewissen Entfernung als Mischfarben erscheinen. Sein bevorzugtes Thema war, wie bei vielen Impressionisten, die Landschaft; das einzige Aktbild, das Gauguin in dieser Zeit malte, Suzanne nähend, lässt als Vorbild den von ihm bewunderten Maler Edgar Degas erkennen.

### Neue Ausdrucksformen
1888, nach seiner Reise in die Karibik, begann Gauguin, eine neue, eigenständige Malweise zu entwickeln. Die Auseinandersetzungen mit den Künstlerfreunden in Pont-Aven und mit den Werken Vincent van Goghs gaben ihm dabei wichtige Impulse. Anfang 1891 war dieser Prozess abgeschlossen. Gauguin hatte nun seine eigene Bildsprache gefunden, die er, vielfältig variiert, bis ans Ende seines Lebens beibehielt. In der Literatur wird dieser Stil mal als Nachimpressionismus, dann wieder als Synthetismus, auch als Symbolismus oder Primitivismus bezeichnet. Unabhängig von solchen Einordnungen kann grundsätzlich gesagt werden, dass es Gauguins Anliegen war, in seiner Malerei zu einfachen, ursprünglichen Gestaltungen zurückzukehren. Von der Rückbesinnung auf die Kunst alter Kulturen erhoffte er sich eine Verjüngung und Erneuerung der Malerei. 1897 schrieb Gauguin, der sich selbst gern als „Wilden“ bezeichnete, an seinen Freund Daniel de Monfreid: „Halten Sie sich stets die Perser vor Augen, die Kambodschaner und ein wenig die Ägypter!“
Gauguin wandte sich von dem in der Malerei seit Jahrhunderten angestrebten Ziel ab, eine Illusion der Realität zu schaffen. Seine Bilder sollten nicht die sichtbare Wirklichkeit wiedergeben, sondern Ausdruck von Gefühlen und Gedanken sein (dies ist die Grundidee des Synthetismus und des Symbolismus; Gauguin bezeichnete sich selbst als Synthetisten und Symbolisten). Er verdeutlichte sein Bestreben in einem Brief an den Freund Schuffenecker vom 14. August 1888: „Malen Sie nicht zu viel nach der Natur. Das Kunstwerk ist eine Abstraktion. Ziehen Sie es aus der Natur heraus, indem Sie vor ihr nachsinnen und träumen.“

#### Malweise

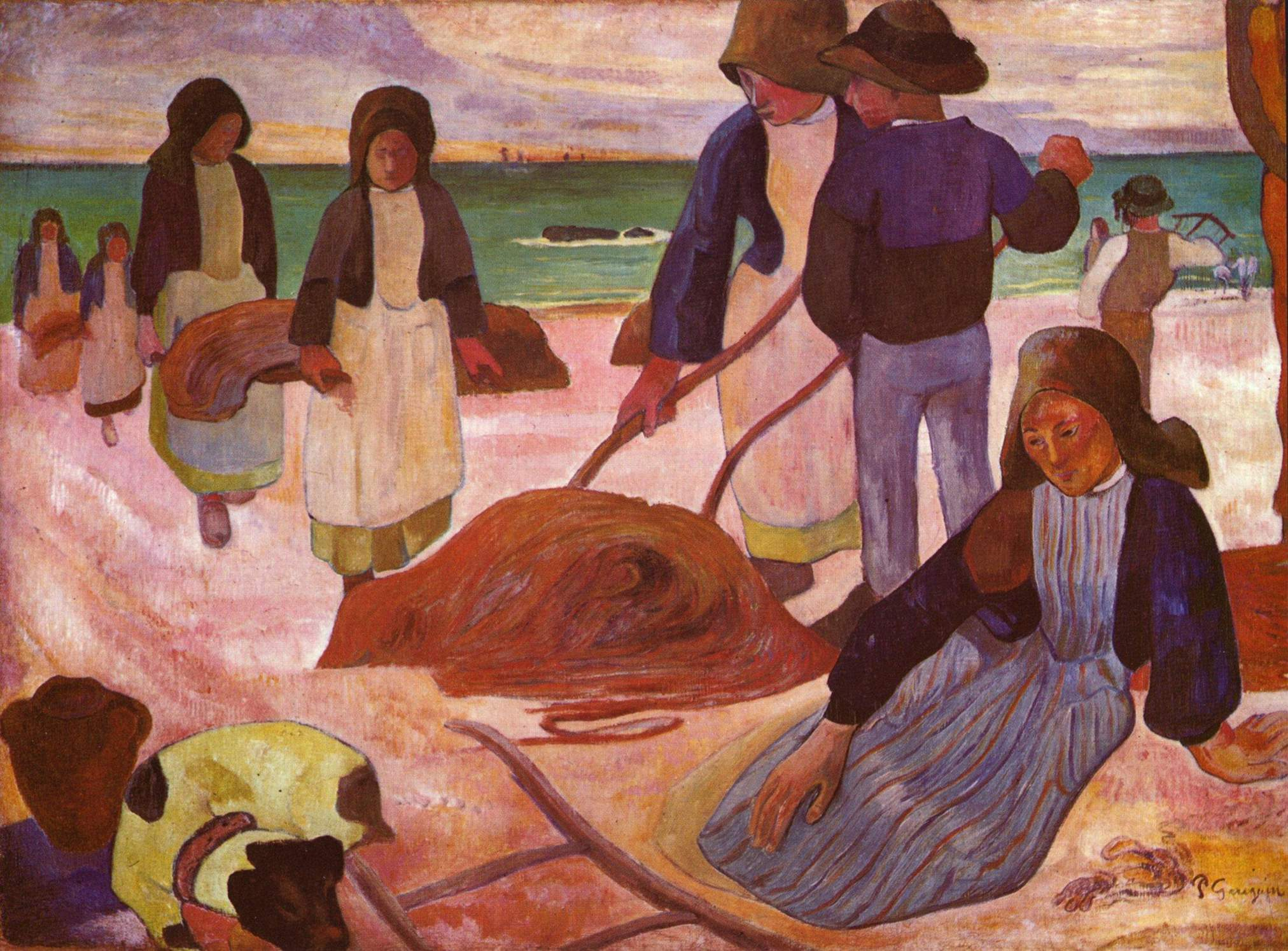
Tangsammlerinnen II (1889)

Um die Wirkung seiner Gemälde zu erhöhen, griff Gauguin zum Mittel der Vereinfachung. Seine künstlerischen Maßnahmen lassen sich beispielsweise an dem Bild Tangsammlerinnen (II), entstanden 1889 in der Bretagne, gut beobachten: Gauguin reduzierte und vereinfachte die Formen der Personen und Dinge. Er verwischte die Formen nicht mehr, wie noch in seiner impressionistischen Phase, sondern grenzte sie in ihrer unterschiedlichen Farbigkeit klar voneinander ab. Häufig betont eine dunklere Umrandungslinie die Formen zusätzlich (Cloisonismus).
Auch die Vielfalt der Farben, die in der Natur durch die Wirkung von Licht und Schatten entsteht, vereinfachte Gauguin, indem er sie zu einheitlichen Flächen zusammenfasste. Dabei orientiert sich die Farbigkeit im Gemälde nicht unbedingt am natürlichen Aussehen der dargestellten Gegenstände. Der rosafarbene Strand, das türkis-grüne Meer, der gelbe Hund gehorchen Gesetzmäßigkeiten, die durch die Farbkomposition innerhalb des Gemäldes bestimmt sind. Typisch für Gauguin, besonders für seine Bilder aus der Südsee, ist die Verwendung außerordentlich leuchtender Farben, die oft in Komplementärkontrasten gegeneinander gesetzt sind, ohne dass die Bilder dadurch schreiend oder disharmonisch wirken. „Es ist unglaublich, wie man so viel Geheimnis in so leuchtende Farben hüllen kann“, soll der Dichter Stéphane Mallarmé einmal vor Gauguins Bildern gesagt haben.

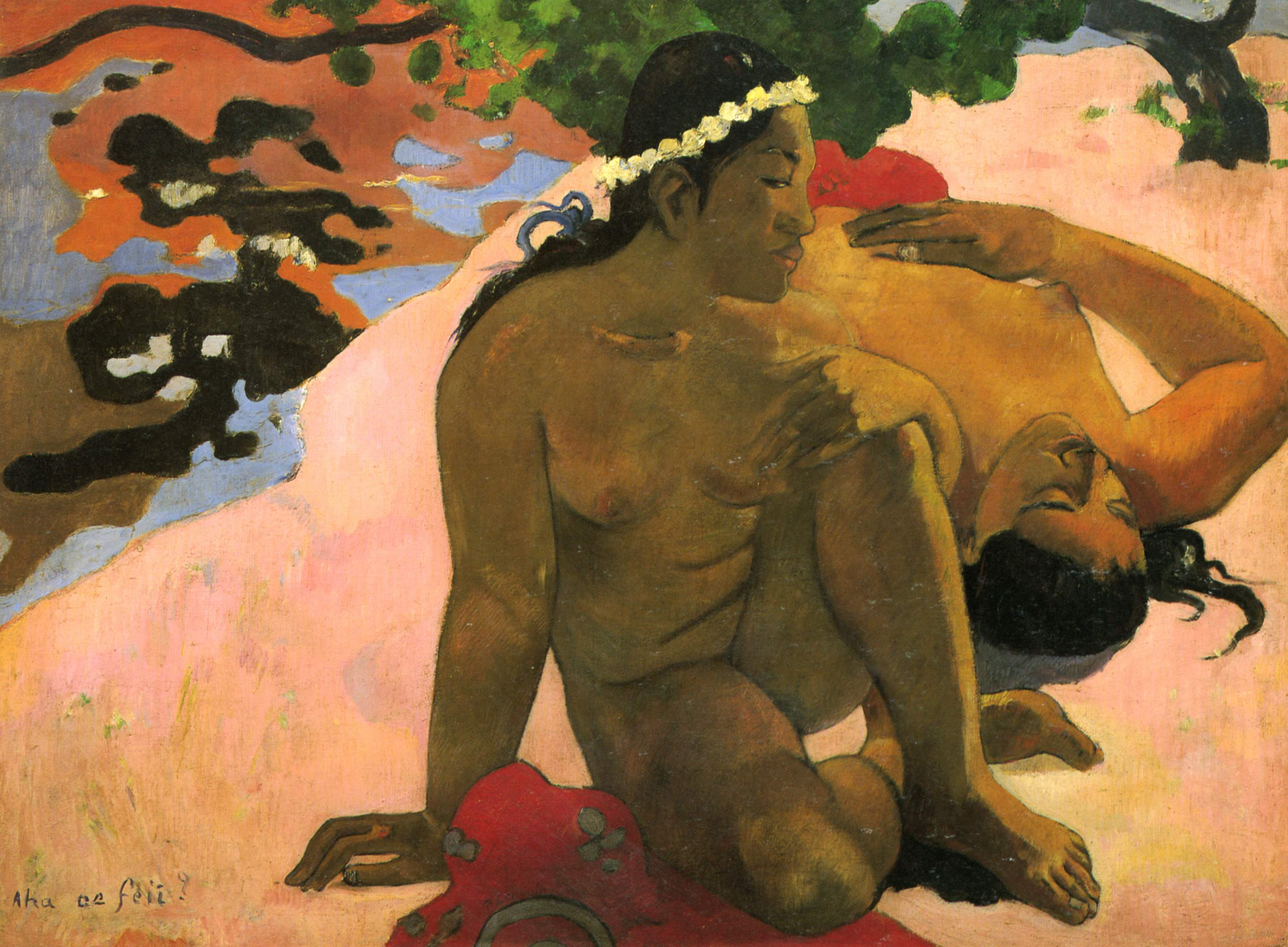
Wie? Bist du eifersüchtig? (Aha oe feii?) (1892)

Während Gauguin die Modellierung der Körper durch Körperschatten stark reduzierte, verzichtete er meist völlig auf Schlagschatten, um die Geschlossenheit der Komposition nicht zu stören. Selbst unter tropischer Sonne präsentieren sich Gauguins Personen und Dinge deshalb schattenlos. Ebenso setzte er sich im Interesse der Bildkomposition über die Regeln der Perspektive hinweg. Die vier Tangsammlerinnen, die sich im gleichnamigen Gemälde von links nähern, fügen sich nicht in eine gemeinsame Fluchtlinie (die zweite Person ist zu groß, die beiden hinteren zu klein). Am rechten Bildrand ist das Bein eines Pferdes zu sehen, das – perspektivische Richtigkeit vorausgesetzt – riesig sein müsste.
Hin und wieder gestaltete Gauguin Teile der Umgebung seiner Figuren mit bloßen „Mustern“ oder Ornamenten, so beispielsweise die linke obere Ecke des Gemäldes Wie? Du bist eifersüchtig? von 1892. Er tat dabei aber nie den Schritt zur völligen Abstraktion; diese Bildbereiche lassen immer auch Assoziationen zu realen Dingen (Wasser, Strand) zu.
All die genannten Maßnahmen zusammen bewirken die starke Flächigkeit von Gauguins Bildern (also das weitgehende Fehlen eines Raumeindrucks) und erzeugen ihre ausgesprochen dekorative Wirkung.

#### Adaptionen
Gauguins Malerei war offen für Einflüsse aus unterschiedlichsten Richtungen – aus zeitgenössischen Gemälden, vor allem aber auch aus der Kunst untergegangener oder exotischer Kulturen. Hin und wieder übernahm er fremde Bildlösungen direkt in seine eigenen Werke; als Vorlage diente ihm in solchen Fällen seine umfangreiche Sammlung an Reproduktionen von Kunstwerken und Kunstpostkarten, die er auch auf seinen Reisen in die Südsee mitnahm. So lässt sich beispielsweise die Körperhaltung der anbetenden Frauen in la Orana Maria (Gegrüßet seist Du, Maria) (1891) auf Figuren in den Wandreliefs der Tempelanlage von Borobudur/Java zurückführen. Die wie aufgereiht sitzenden, streng im Profil wiedergegebenen Frauen in Der Markt (1892) dagegen haben ihr Vorbild in altägyptischen Grabmalereien (vgl. Maler der Grabkammer des Nefferronpet: Damen bei einem Gastmahl).

Adaptionen
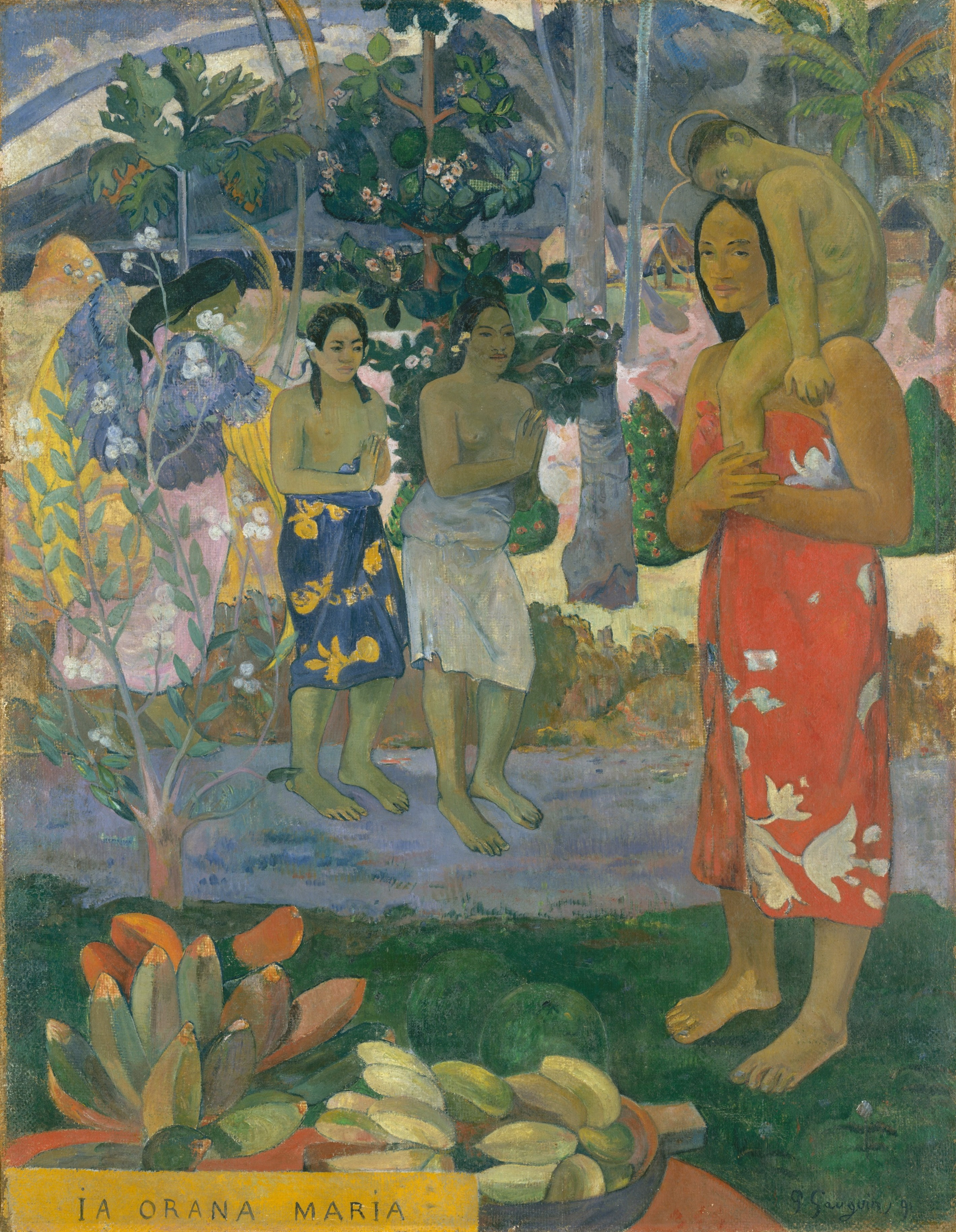
Paul Gauguin: Ia Orana Maria (Gegrüßet seist Du, Maria) (1891)
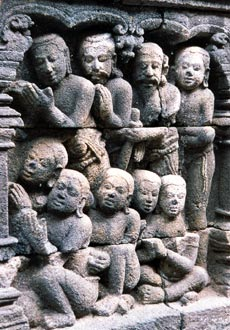
Ausschnitt aus einem Wandrelief in Borobudur
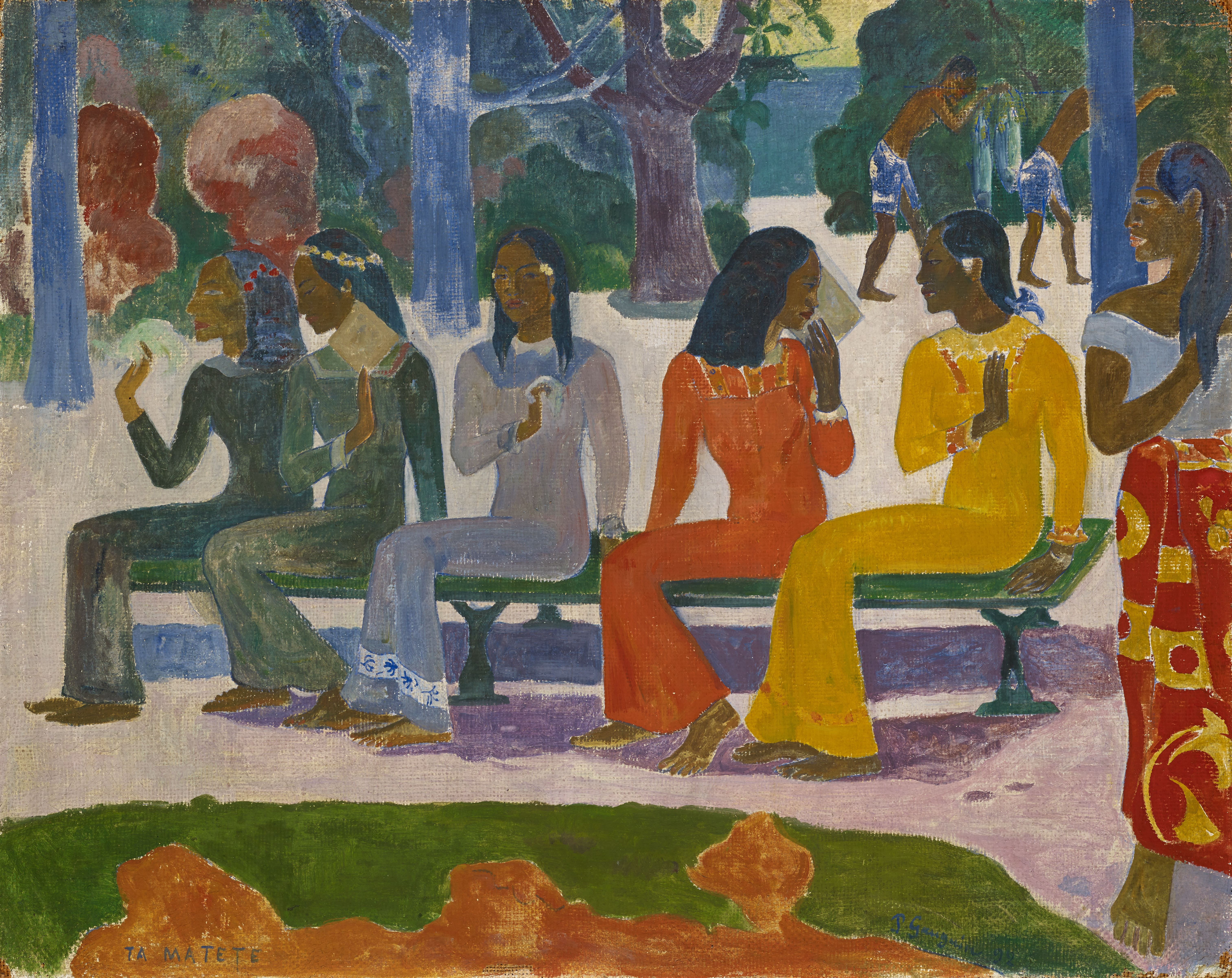
Paul Gauguin: Der Markt (1892)
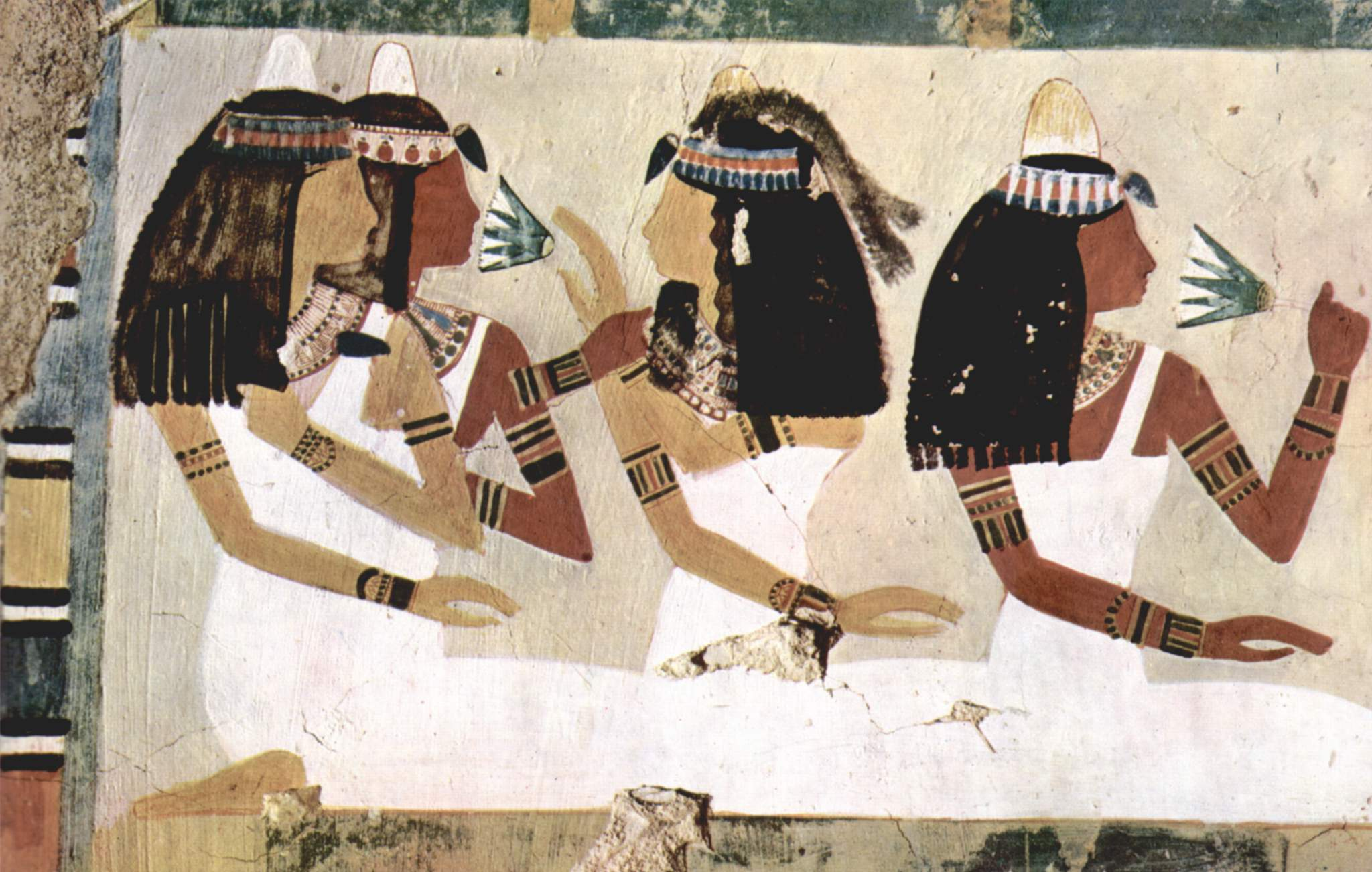
Maler der Grabkammer des Nefferronpet: Damen bei einem Gastmahl (um 1448–1422 v. Chr.)

#### Themen

Herrliches Land (Te nave nave fenua) (1892)

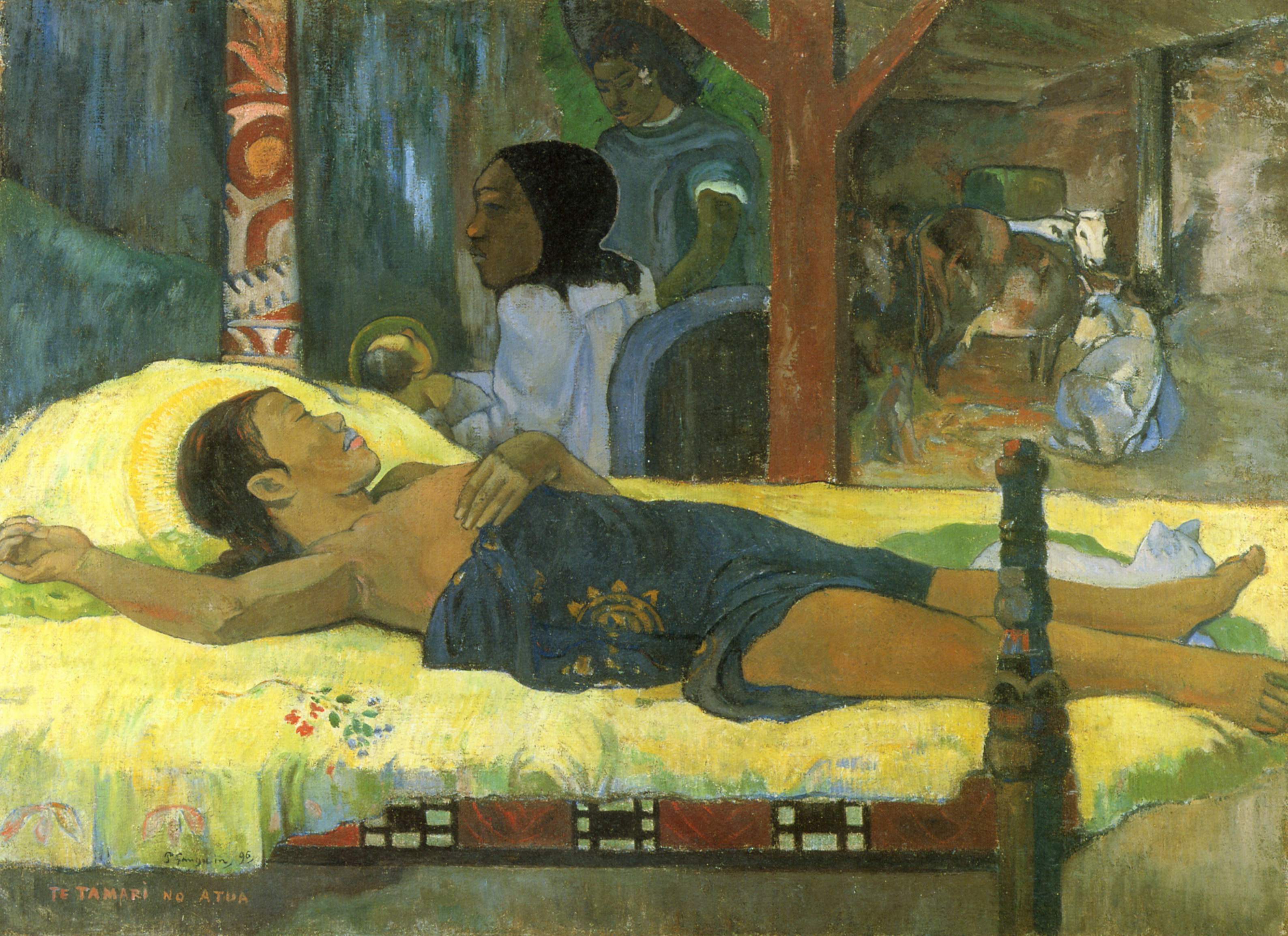
Gottes Sohn (Te tamari no atua) (1896)

Gauguins Streben nach einem einfachen, ursprünglichen und unverbildeten Leben spiegelt sich in seiner Motivwahl wider. Obwohl er einen großen Teil seines Lebens in Paris verbrachte, malte er städtische Themen sehr selten, nach 1888 offenbar nur ein einziges Mal (Das verschneite Paris, 1894). Er bevorzugte die ländliche Bretagne, ihre Landschaft und ihre Menschen, später die von ihm als ursprünglich empfundene Welt der Tropen.
Am bekanntesten ist Gauguin für seine Gemälde mit Motiven der Südsee. Mit ihren leuchtenden Farben, der üppigen Pflanzenwelt, den müßiggängerischen, bunt- und leichtbekleideten Menschen geben sie nicht die Wirklichkeit wieder, sondern das exotische Paradies, das der Maler sich erträumt, aber in der Realität vergeblich gesucht hatte. Zum Paradies gehört die „Eva“, die meist die Züge von Gauguins jeweiliger Partnerin trägt. Obwohl oft leicht- oder unbekleidet, wirken diese Frauengestalten nicht eigentlich verführerisch. Hier spiegelt sich Gauguins Vorstellung vom paradiesischen Urzustand, dem Nacktheit und Sexualität selbstverständlich sind. „Die Reinheit beim Anblick des Nackten und der ungezwungene Umgang der Geschlechter untereinander: Die Unkenntnis des Lasters bei den Wilden […]“ ist dazu sein Kommentar in Noa Noa.
Eine ganze Reihe von Gemälden bezeugt Gauguins Auseinandersetzung mit Themen der Religion und der Theosophie, unter anderem Die Vision nach der Predigt oder Der Kampf Jakobs mit dem Engel (1888), Der Geist der Toten wacht (1892), Gottes Sohn (1896), Woher kommen wir? Wer sind wir? Wohin gehen wir? (1897). Das entsprach dem Geist der Zeit; auch auf einige von Gauguins Freunden unter den Nabis „[…] hatte das mystische und religiöse Gedankengut der Theosophie und der esoterischen Wissenschaft großen Einfluss.“ Auf Tahiti bemühte sich der Maler, Genaueres über die Mythen des Volkes in Erfahrung zu bringen – vergeblich, denn die mündliche Überlieferung war abgerissen, und eine Schriftsprache hatte es nie gegeben. Als Zeichen seiner Beschäftigung mit den Legenden der Südsee findet sich auf mehreren Gemälden (Der Geist der Toten wacht, Gottes Sohn) ein kleines dunkelhäutiges, schwarz gekleidetes Wesen, das als ‚Geist der Toten‘ interpretiert werden kann.
Gegrüßet seist du, Maria und Gottes Sohn greifen Motive der Bibel auf, wobei Gauguin sich nicht scheute, das biblische Geschehen in eine tropische Umgebung zu versetzen. Sicherlich war es dabei sein Anliegen, der von ihm heftig bekämpften Amtskirche das Bild eines reinen, unverdorbenen Christentums entgegenzuhalten.

### Druckgrafik
Paul Gauguin ist nicht nur für seine Gemälde bekannt, sondern auch für seine experimentellen Druckgrafiken. Dazu gehören Holzschnitte, Lithographien, Radierungen und Monotypien. Gauguins grafische Arbeiten spiegeln seine künstlerische Vision und sein Streben nach Einfachheit und Ursprünglichkeit wider.

#### Holzschnitte
Gauguins Holzschnitte sind Beispiele für seine radikale Abkehr von traditionellen Techniken. Eine seiner bekanntesten Serien, die Noa-Noa-Suite (1893–1894), entstand während seines Aufenthalts in Paris nach seiner ersten Reise nach Tahiti. Die schwarz-weißen Radierungen sind geprägt von düsteren Stimmungen und exotischen Themen, die sich mit den Mythen und der Spiritualität Tahitis auseinandersetzen. Gauguin experimentierte mit der Überlagerung von Druckstöcken und variierenden Farbschichten, um besondere Effekte zu erzielen. Seine Werke wurden später auch von seinem Sohn Pola Gauguin und dem Drucker Louis Roy verbreitet, teilweise mit zusätzlichen Farbblöcken.
Später, während seines Aufenthalts auf Tahiti und den Marquesas-Inseln, verwendet Gauguin weniger präzise Werkzeuge und Materialien, was zu einem raueren Stil führt. Werke wie „Soyez Amoureuses“ zeigen eine Sammlung symbolistischer Elemente in dekorativen Kompositionen.

#### Lithografien
Gauguins Lithographien, darunter die Volpini-Suite von 1889, entstanden auf Zinkplatten und spiegeln seine Aufenthalte in der Bretagne und auf Martinique wider. Sie zeigen eine frühe Hinwendung zu exotischen Themen und einer symbolistischen Bildsprache.

#### Monotypien
Gauguins Monotypien wie „Pape Moe“ (1894) zeigen eine Verbindung zwischen Malerei und Druckgrafik. Diese Werke zeichnen sich durch eine experimentelle Herangehensweise aus, bei der er oft auf alte Fotografien oder mythologische Themen zurückgreift, um eine mystische Atmosphäre zu schaffen.

##### Bedeutung
Gauguins druckgrafisches Werk gilt als Spiegel seiner künstlerischen und persönlichen Entwicklung. Es zeigt seine Ablehnung westlicher Konventionen und seine Suche nach einer archaischen, authentischen Ausdrucksweise. Die Druckgrafiken, die aufgrund zahlreicher experimenteller Zustände oft Unikate sind, spielten eine wichtige Rolle in der Entwicklung der modernen Kunst.

### Keramik und Holzschnitzereien

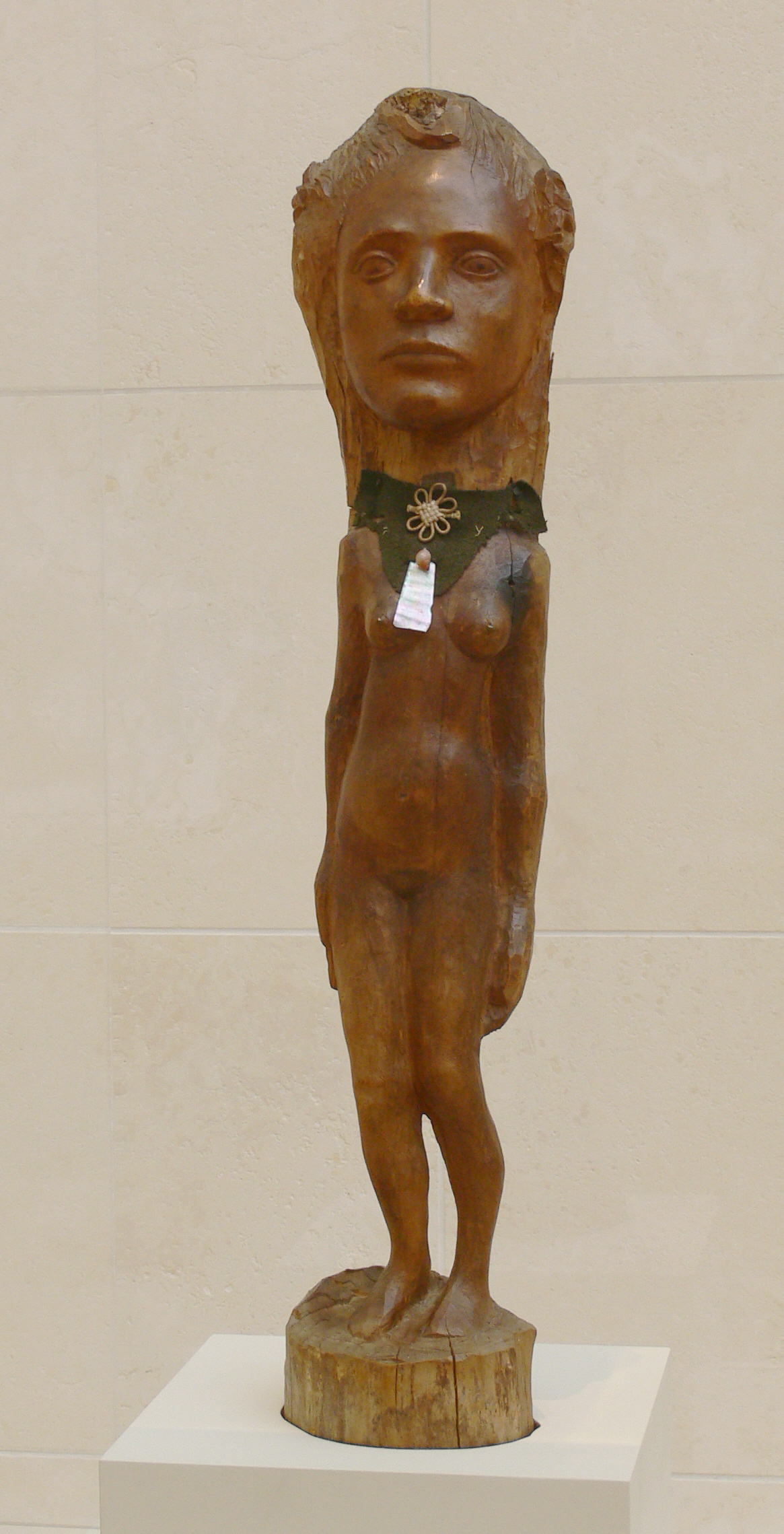
Tahitisches Mädchen, um 1896

Im Winter 1886/87, den er in Paris verbrachte, fertigte Paul Gauguin – darin angeleitet von einem befreundeten Keramiker –, Plastiken und Gefäße aus Ton an. Unter anderem ließ er sich dabei von altamerikanischen Kopfgefäßen inspirieren, die er als Kind in Peru kennengelernt hatte. Er wandte sich damit erstmals den Kunstwerken anderer Kulturen zu, die ihn später so stark beeinflussen sollten.
Während seiner Aufenthalte in der Südsee wandte Gauguin sich der Holzschnitzerei zu. Es entstanden Holzreliefs und Skulpturen, in denen Elemente der dortigen Schnitzkunst aufgegriffen sind. Viele der Skulpturen besitzen, „Götzen“ darstellend, die Anmutung magischer Objekte.

## Rezeption

### Kunstmarkt

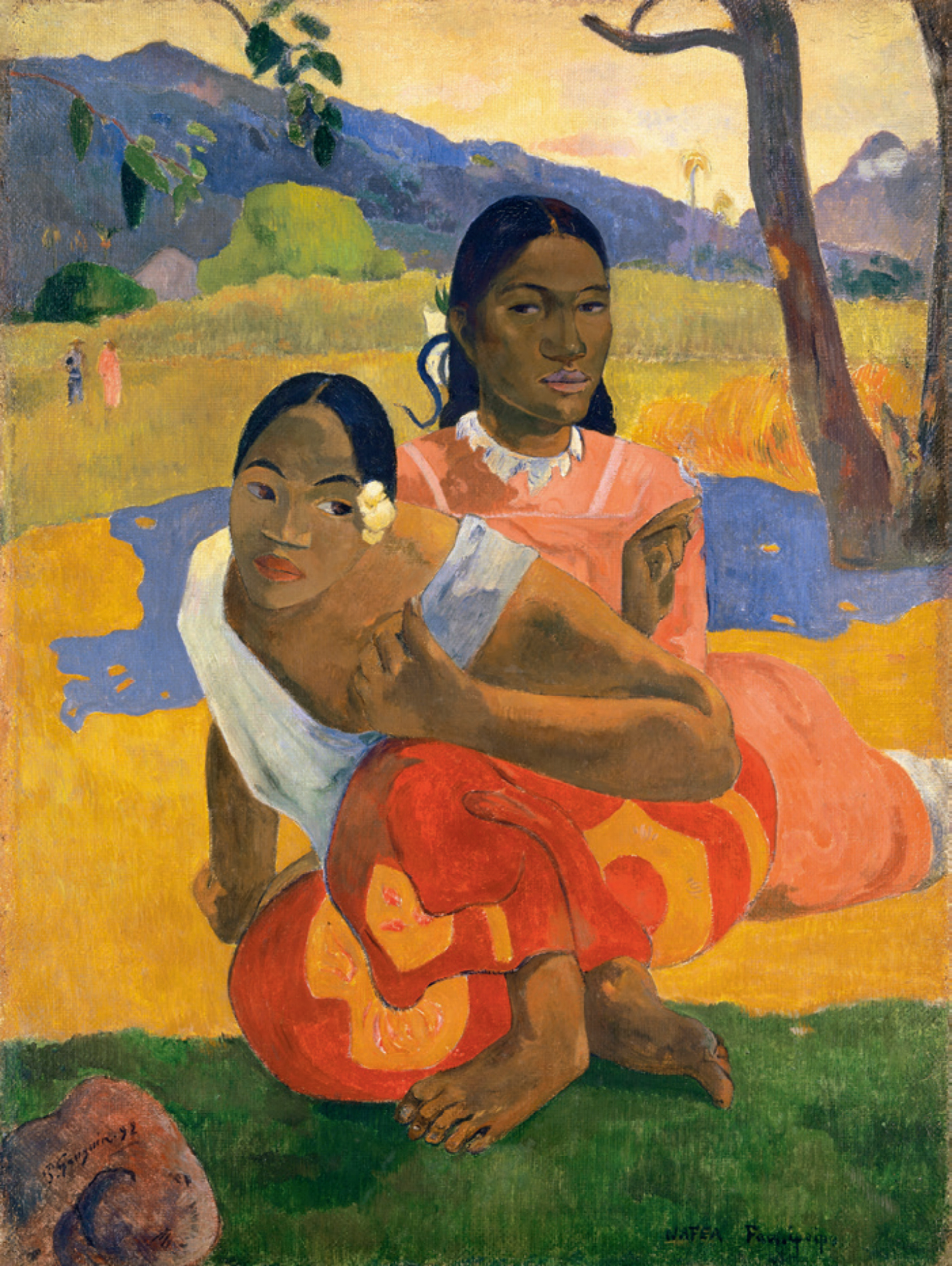
Nafea faa ipoipo?, 1892, das angeblich teuerste Gemälde der Welt

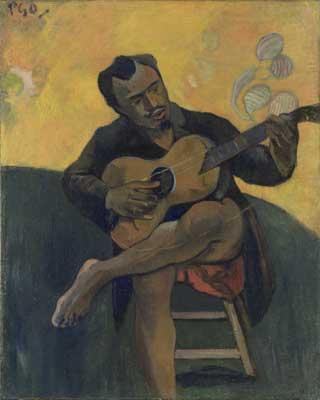
Der Gitarrist, Porträt von Paco Durrio, um 1900. Durrio war ein künstlerischer Freund und Sammler von Gauguins Bildern

Schon bald nach Gauguins Tod begannen sich – zunächst vereinzelte – Sammler für sein Werk zu interessieren. Dies lag nicht zuletzt an dem „Mythos Gauguin“, den er selbst, sein Kunsthändler und Freunde in den vorangegangenen Jahren aufgebaut hatten. So konnte Daniel de Monfreid dem heimkehrwilligen Künstler 1902 nach Hiva Oa schreiben: „Derzeit sind Sie dieser unerhörte, legendäre Künstler, der aus dem fernen Ozeanien seine verstörenden, unnachahmlichen Werke sendet […] Sie dürfen nicht zurückkommen! […] Kurz, Sie genießen die Unantastbarkeit der großen Toten, Sie sind in die Kunstgeschichte eingegangen.“ Die wachsende Akzeptanz schlug sich in den Summen nieder, die für Gauguins Bilder gezahlt wurden. Lag der Preis Ende der 1890er Jahre noch bei bescheidenen 150 bis 500 Francs, betrug er 1904 bereits 3000 Francs und stieg unaufhaltsam weiter.
1957 wurden für das Stillleben mit Äpfeln und Blumen (1901) 104 Millionen (alte) Francs gezahlt, 1980 für Der Strand von Pouldu 2,9 Millionen US-Dollar. Heute zählt Gauguin zu den am höchsten gehandelten Künstlern. Einen Preisrekord erzielte 2006 Der Mann mit der Axt (1891), der für 45,7 Millionen US-Dollar den Besitzer wechselte. Der Rekord wurde 2015 überboten: Das Gemälde Nafea faa ipoipo (1892) erreichte angeblich den Rekordpreis von rund 300 Millionen US-Dollar und soll nach Katar verkauft worden sein. Preis und Käufer wurden von Ruedi Staechelin, Enkel des Sammlers Rudolf Staechelin, jedoch weder bestätigt noch dementiert. Vor dem Verkauf hing das Bild als Leihgabe der Rudolf Staechelin’schen Familienstiftung im Kunstmuseum Basel.

### Nachfolger

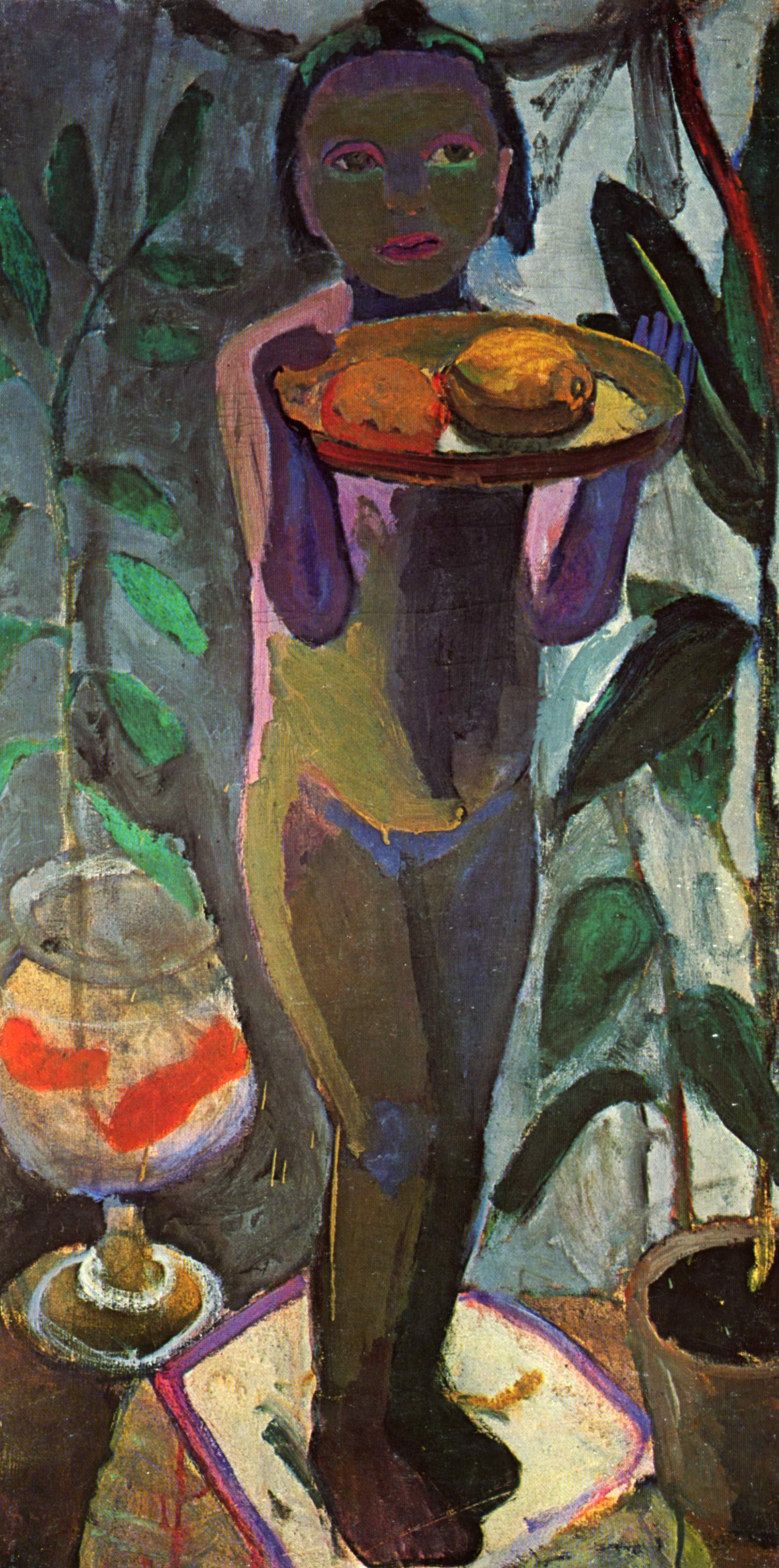
Paula Modersohn-Becker, Kinderakt mit Goldfischglas (1906/1907)

Eine große Zahl zeitgenössischer und nachfolgender Maler schöpfte aus Gauguins Werk Impulse für ihr eigenes Schaffen. Mit seiner Abkehr von der Nachahmung der sichtbaren Wirklichkeit wies er einen Weg, der letztlich in die Abstraktion führte, weshalb er hin und wieder, zusammen mit Vincent van Gogh und Paul Cézanne, als einer der ‚Väter der Moderne‘ bezeichnet wird.

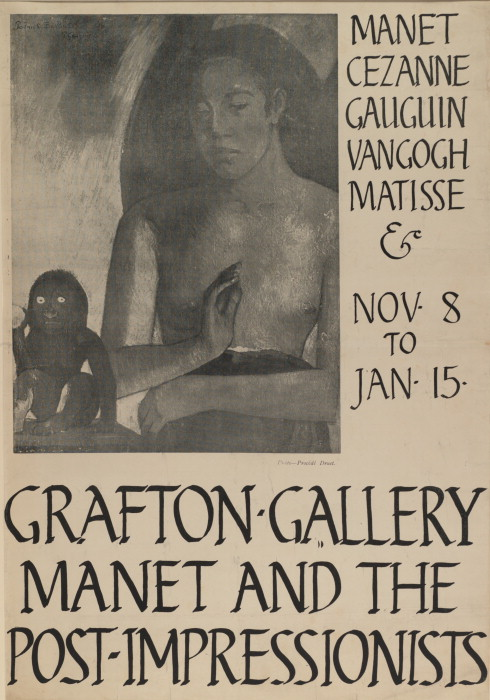
Plakat der Ausstellung von 1910 unter Verwendung von Paul Gauguins Gemälde Poèmes barbares, 1896

Die Maler der Künstlergruppe ‚Les Nabis‘ beriefen sich ausdrücklich auf Gauguin als Lehrer und bewundertes Vorbild. Sie übernahmen von ihm die Prinzipien Synthetismus, die Flächigkeit und die dekorative Bildwirkung. Henri Matisse und weitere Fauvisten orientierten sich an seinem Bildaufbau durch Farbflächen und an seiner leuchtenden Farbigkeit.
Die deutsche Malerin Paula Modersohn-Becker lernte während einer ihrer Paris-Reisen 1906 Bilder von Paul Gauguin kennen und übernahm für einige Zeit nicht nur seine leuchtende Farbigkeit, sondern auch tropisch anmutende Motive in ihr eigenes Werk. Wenige Jahre später, Gauguins Gemälde waren inzwischen – vor allem durch den Sammler Karl Ernst Osthaus – in Deutschland bekannt geworden, erhielten die deutschen Expressionisten durch ihn wichtige Impulse. Die Maler der Brücke und des Blauen Reiter griffen nicht nur seine Formvereinfachung und subjektive Farbigkeit auf, viele von ihnen suchten wie Gauguin in der Kunst ‚primitiver‘ Kulturen nach Vorbildern für eine Erneuerung ihrer eigenen Malerei.
In einer von dem britischen Maler und Kunstkritiker Roger Fry geplanten und ab November 1910 gezeigten Kunstausstellung Manet and the Post-Impressionists in den Londoner Grafton Galleries war Gauguin als Spitzenreiter mit 46 Werken vertreten. Neben Paul Cézanne und Vincent van Gogh gehörte er zu den wichtigsten Künstlern der Ausstellung, die angetreten war, den Impressionismus abzulösen. Fry prägte mit dem Namen der Ausstellung den Kunstbegriff Post-Impressionismus.

### Belletristik
Da Gauguins abenteuerliches Leben in weiten Teilen einem Romanstoff glich, blieben belletristische Bearbeitungen nicht aus. 1919 schrieb W. Somerset Maugham den Roman The Moon and Sixpence (dt.: Silbermond und Kupfermünze) über einen Börsenmakler, der seine Familie verlässt, um sich ganz der Malerei zu widmen, und schließlich auf Tahiti stirbt. 2003 veröffentlichte der peruanische Schriftsteller Mario Vargas Llosa Das Paradies ist anderswo, eine literarische Doppelbiografie der französischen Sozialistin und Frauenrechtlerin Flora Tristan und ihres Enkels Paul Gauguin. Einige Episoden aus Gauguins Leben und vor allem seine Freundschaft zu Vincent van Gogh behandelt der Roman Unbedingt. Van Gogh und Gauguin im gelben Haus von Jürgen Volk. 2013 publizierten Christophe Gaultier und Maximilien Le Roy eine Graphic Novel über Gauguin.

### Filme (Auswahl)
- Vincent van Gogh – Ein Leben in Leidenschaft. (OT: Lust for life.) Spielfilm, USA, 1956, mit Kirk Douglas als Van Gogh und Anthony Quinn (Oscar für Quinn) als Gauguin.
- Rebel in Paradise. Dokumentarfilm, USA, 1960, Regie: Ralph Luce, Oscar-Nominierung als bester Dokumentarfilm 1961.
- Die Augen des Wolfes. (OT: Oviri / Gauguin, le loup dans le soleil.), Spielfilm, Dänemark, Frankreich, 1985/1986, 87 Min., Regie: Henning Carlsen, u. a. mit Donald Sutherland als Gauguin und Max von Sydow als August Strindberg[11]
- Paradise Found. (Dt.: Paradies – Die Leidenschaften des Paul Gauguin.) Spielfilm, Australien, 2003, 89 Min., Regie: Mario Andreacchio, u. a. mit Kiefer Sutherland als Paul Gauguin und Nastassja Kinski als Mette Gauguin[12]
- OT: Gauguin – Voyage de Tahiti. (Dt.: Gauguin.) Spielfilm, Frankreich, 2017, 101 Min., Buch und Regie: Édouard Deluc; mit Vincent Cassel als Paul Gauguin und Tuheï Adams als Tehura.
- Gauguin – „Ich bin ein Wilder.“ (OT: Gauguin – „Je suis un sauvage.“) Dokumentarfilm mit Computeranimationen, Frankreich, 2017, 52 Min., Buch und Regie: Marie Christine Courtès, Produktion: arte France, Nord-Ouest Documentaires, Rmn - Grand Palais, Musée d’Orsay, Erstsendung: 29. Oktobear 2017 bei arte, Inhaltsangabe von ARD, online-Video von arte.

### Ausstellungen (Auswahl)
- 2010/2011: Gauguin. Tate Modern, London, 30. September 2010 – 16. Januar 2011.[13]
- 2015: Paul Gauguin. Fondation Beyeler, Riehen, 8. Februar 2015 – 28. Juni 2015.[14][15]
- 2017/2018: Gauguin l’alchimiste. Grand Palais, Paris, 11. Oktober 2017 – 22. Januar 2018.[16]
- 2018/2019: Bonjour, Monsieur Gauguin: Czech Artists in Brittany 1850–1950. Nationalgalerie Prag, Palais Kinsky, 16. November 2018 – 17. März 2019.[17]
- 2022: Paul Gaugin – Why Are You Angry? Alte Nationalgalerie, Berlin, 26. März 2022 bis 10. Juli 2022.[18]

### Ehrungen
- Lycée Paul Gauguin, Gymnasium in Papeete
- Lycée Paul Gauguin, Gymnasium in Orléans
- 1999 wurde der Asteroid (10136) Gauguin nach ihm benannt.[19]

### Bücher von Paul Gauguin
- Es sprach der Mond zur Erde. Noa Noa – Erzählungen und Briefe aus der Südsee. Hrsg. von Markus Bernauer, mit zahlreichen farbigen Abbildungen. Ripperger & Kremers, Berlin 2015, ISBN 978-3-943999-24-2.
- Noa Noa. Dt. von Luise Wolf. Verlag von Bruno Cassirer, Berlin 1908.
  - Online lesen: 
  - PDF-Datei
- Vorher und Nachher. Dt. von Erik-Ernst Schwabach. Kurt Wolff Verlag, München 1920 (postum: das Marquesas-Tagebuch)
  - Online lesen: 
  - PDF-Datei
- Paul Gauguin – Briefe – Die Briefe Gauguins an Daniel de Monfreid. Hrsg. von Kuno Mittelstädt. Henschelverlag, Berlin 1964.

### Bücher über Paul Gauguin
- Gudrun Inboden: Mallarmé und Gauguin. Absolute Künste als Utopie. J. B. Metzler, Stuttgart 1978, ISBN 3-476-00391-4.
- John Rewald: Von van Gogh bis Gauguin – Die Geschichte des Nachimpressionismus. DuMont, Köln 1987, ISBN 3-7701-2147-3.
- Robert Goldwater: Paul Gauguin. DuMont, Köln 1989, ISBN 3-7701-2430-8.
- Hans Kaufmann und Rita Wildegans: Van Goghs Ohr: Paul Gauguin und der Pakt des Schweigens. Osburg Verlag, Berlin 2008, ISBN 3-940731-14-5.
- Joan Minguet: Paul Gauguin. Dt. von Monika Miofsky. Parkland, Stuttgart 1995, ISBN 3-88059-809-6.
- Eckhard Hollmann: Paul Gauguin – Bilder aus der Südsee. Prestel, München 1996, ISBN 3-7913-1648-6.
- Georg-W. Költzsch (Hrsg.): Paul Gauguin – das verlorene Paradies. DuMont, Köln 1998, ISBN 3-7701-4199-7.
- Arthur Ellridge: Gauguin und die Nabis. Komet, Frechen 2001, ISBN 3-89836-191-8.
- Mario Vargas Llosa: Das Paradies ist anderswo. Suhrkamp, Frankfurt a. M. 2004, ISBN 3-518-41600-6
- Wolfgang Kauer: Gauguin trifft Trakl (Synästhesie in Werken beider Künstler). In: Wolfgang Kauer: Magenta verde. Arovell-Verlag Gosau, Salzburg, Wien 2009, S. 77f
- Friedrich Glasl: Krisen, Konflikte, Sternstunden: Eine Einführung in die Entwicklungspsychologie anhand der Lebensläufe und Werke von Paul Gauguin und Gabriele Münter. Verlag Freies Geistesleben, Stuttgart 2022, ISBN 978-3-7725-3141-5.

### Werkverzeichnisse
- Marcel Guerin: L’oeuvre gravé de Gauguin,  Floury, Paris, 1927 und Alan Wosfy Fine Arts, San Francisco, 1980 (Reprint)
- Georges Wildenstein: Gauguin, I Catalogue. Edition Les Beaux Arts, Paris 1964. (Verzeichnis der Gemälde mit Kürzel „W“)
- Christopher Gray: Sculpture and Ceramics of Paul Gauguin. The Johns Hopkins University Press, Baltimore 1963. (Skulpturen und Keramik, Kürzel „G“)
- M. Bodelsen: Gauguin’s ceramics, Faber and Faber, London, 1964
- Gabriele Mandel Sugana: L’ opera completa di Gauguin. Mailand 1972.
- Richard S. Field: Monotypes, Philadelphia Museum of Art, 1973
- Elizabeth Mongan, Eberhard W. Kornfeld, Harold Joachim: Paul Gauguin. Catalogue Raisonne of his Prints. Verlag: Galerie Kornfeld, Bern, Schweiz, 1988
- J.-P. Zingg: Les éventails de P. Gauguin, Avant et Après, Papeete, 2001